# Đức Quốc Xã
Đức Quốc Xã, còn gọi là Đệ Tam Đế chế hay Đế chế thứ ba (tiếng Đức: Drittes Reich) hoặc với tên chính thức là Đức Quốc (tiếng Đức: Deutsches Reich), là nước Đức trong thời kỳ 1933–1945 đặt dưới một chế độ độc tài toàn trị chịu sự kiểm soát của Adolf Hitler và Đảng Quốc Xã (NSDAP). Dưới sự thống trị của Hitler, nước Đức đã biến đổi thành một nhà nước toàn trị cai quản gần như mọi mặt của đời sống. Tên gọi chính thức của quốc gia này là Deutsches Reich (Đế chế Đức) từ 1933 đến 1943 và Großdeutsches Reich (Đế chế Đại Đức) từ 1943 đến 1945. Đức Quốc Xã chấm dứt sự tồn tại của mình vào tháng 5 năm 1945 sau khi bại trận trước quân Đồng Minh, sự kiện đánh dấu hồi kết cho Chiến tranh thế giới thứ hai tại châu Âu.
Ngày 30 tháng 1 năm 1933, Hitler được Tổng thống Cộng hòa Weimar Paul von Hindenburg bổ nhiệm làm Thủ tướng Đức. Sau đó đảng Quốc xã bắt đầu loại trừ tất cả các đối thủ chính trị và củng cố quyền lực của mình. Với việc Hindenburg qua đời vào ngày 2 tháng 8 năm 1934, Hitler đã trở thành nhà độc tài của nước Đức bằng việc sáp nhập chức vụ và những quyền hạn của Thủ tướng và Tổng thống vào với nhau. Kết quả cuộc trưng cầu dân ý tổ chức trên toàn quốc vào ngày 19 tháng 8 năm 1934 đã xác nhận Hitler là Führer duy nhất của nước Đức. Tất cả mọi quyền lực đều tập trung vào tay Hitler, và lời nói của ông xếp trên mọi luật lệ. Chính phủ không phải là một cơ quan hợp tác, phối hợp, mà là một tập hợp các bè phái đấu tranh vì quyền lực và lợi ích của Hitler. Trong giai đoạn đỉnh điểm của cuộc Đại Suy thoái, những người Quốc xã đã khôi phục được một nền kinh tế ổn định và chấm dứt nạn thất nghiệp hàng loạt bằng biện pháp chi tiêu mạnh cho quân sự và vận dụng kinh tế hỗn hợp. Các công trình công cộng lớn được tiến hành xây dựng, bao gồm hệ thống đường cao tốc Reichsautobahn.
Một nét đặc trưng nổi bật của Đức Quốc Xã là vấn đề phân biệt chủng tộc, đặc biệt là bài Do Thái. Các dân tộc German (chủng tộc Bắc Âu) được cho là chủng tộc Arya thuần khiết nhất, do đó là chủng tộc thượng đẳng. Hàng triệu người Do Thái và các nạn nhân khác, bất kỳ ai mà Quốc xã cho là "đáng ghét, hạ đẳng, không mong muốn", đã bị khủng bố và tàn sát trong cuộc diệt chủng Holocaust. Những địch thủ đối lập chống lại quy tắc của Hitler đều bị đàn áp một cách tàn nhẫn. Quốc xã đã giam cầm, trục xuất và giết hại những người theo chủ nghĩa tự do, chủ nghĩa xã hội và chủ nghĩa cộng sản. Các Giáo hội Cơ đốc cũng bị áp bức, với hàng loạt lãnh đạo bị bắt giam. Nền giáo dục tập trung vào thuyết chủng tộc sinh học ngụy tạo, chính sách dân số và rèn luyện thể lực để thực hiện nghĩa vụ quân sự. Nữ giới bị hạn chế về nghề nghiệp và những cơ hội được học tập. Các hoạt động du lịch và giải trí được tổ chức thông qua chương trình Kraft durch Freude, và Thế vận hội mùa hè 1936 là một dịp để Đế chế Thứ ba giới thiệu mình ra với thế giới. Bộ trưởng tuyên truyền Joseph Goebbels đã sử dụng phim ảnh, các cuộc mít tinh lớn, và tài hùng biện của Hitler một cách hiệu quả để khống chế dư luận. Chính quyền kiểm soát biểu hiện nghệ thuật, thúc đẩy các hình thức nghệ thuật cụ thể và ngăn chặn hoặc không khuyến khích các hình thức khác.
Theo thời gian, Đức Quốc Xã ngày một đòi hỏi hung hăng về lãnh thổ và đe dọa tiến hành chiến tranh nếu vấn đề này không được đáp ứng. Lần lượt vào các năm 1938 và 1939 Quốc xã xâm chiếm Áo rồi đến Tiệp Khắc. Hitler đã ký với Joseph Stalin một hiệp ước không xâm phạm nhau rồi sau đó tiến hành xâm lược Ba Lan vào tháng 9 năm 1939, sự kiện mở màn chiến tranh thế giới thứ hai ở châu Âu. Đến năm 1940, Đức Quốc Xã trong khối liên minh với các nước Phe trục đã chinh phạt hầu khắp châu Âu và đe dọa xâm lược nước Anh. Song song với đó, Quốc xã đồng thời tiến hành vây bắt, sát hại các chủng tộc "đáng ghét" trong các trại tập trung và trại hủy diệt. Hoạt động thi hành các chính sách phân biệt chủng tộc lên đến đỉnh điểm với cuộc tàn sát trên quy mô lớn người Do Thái và các nhóm dân tộc thiểu số khác trong cuộc diệt chủng Holocaust. Vào năm 1941 Hitler tiến hành chiến dịch xâm lược Liên bang Xô viết và giành được những thắng lợi đáng kể ban đầu. Tuy nhiên, kể từ năm 1943, Quốc xã bắt đầu phải hứng chịu những thất bại to lớn về mặt quân sự. Hồng quân Liên Xô kháng cự quyết liệt, tuy thiệt hại ban đầu do Cuộc đại thanh trừng diễn ra để thanh lọc những Đảng viên biến chất, có thái độ thoả hiệp với phát xít Đức, nhưng sau khi ổn định nội bộ, Liên Xô bắt đầu có những chiến lược sáng suốt. Sang năm 1944, số lượng các chiến dịch ném bom quy mô lớn của Anh và Mỹ ngày một tăng lên, và Quốc xã đã lần lượt phải thoái lui khỏi Đông và Nam Âu. Theo sau sự kiện Đồng Minh giải phóng Pháp, Đức Quốc xã bị Liên Xô đánh bại ở mặt trận phía Đông và những quốc gia Đồng Minh khác ở phía Tây, cuối cùng buộc phải đầu hàng vào tháng 5 năm 1945. Trong những tháng cuối cùng của chiến tranh, Hitler với việc không chấp nhận thất bại đã ra lệnh phá hủy toàn bộ cơ sở hạ tầng của nước Đức, qua đó làm tăng thêm số nạn nhân thiệt mạng liên quan đến cuộc chiến. Phe Đồng Minh chiến thắng đã khởi xướng ra chính sách xóa bỏ chủ nghĩa quốc xã và đem hàng loạt những cựu lãnh đạo cấp cao còn sống sót của chế độ này ra xét xử tại tòa án Nürnberg.

## Tên gọi
Quốc gia này có tên gọi chính thức là Deutsches Reich (Đức Quốc) từ 1933 đến 1943, và Großdeutsches Reich (Đại Đức Quốc) từ 1943 đến 1945. Cái tên Deutsches Reich thường được dịch là "Đức Quốc", hoặc cũng có thể là "Đế chế Đức". Người Đức hiện nay đề cập đến giai đoạn lịch sử này như là Zeit des Nationalsozialismus (thời kỳ Quốc gia Xã hội chủ nghĩa), Nationalsozialistische Gewaltherrschaft (nền chuyên chế Quốc gia Xã hội chủ nghĩa), hay đơn giản là das Dritte Reich (Đế chế Thứ ba).
Trong tiếng Việt, thuật ngữ thường được sử dụng để chỉ nước Đức trong thời kỳ 1933 – 1945 là "Đức Quốc Xã" hay "Phát xít Đức". Tên gọi được cơ quan tuyên truyền của Đức chấp nhận, "Third Reich" (Đế chế Thứ ba), lần đầu được sử dụng trong một cuốn sách năm 1923 của Arthur Moeller van den Bruck. Quyển sách này tính Đế quốc La Mã Thần thánh (962 – 1806) là Đế chế Thứ nhất và Đế quốc Đức (1871 – 1918) là Đế chế Thứ hai. Những người Quốc xã lấy đó để hợp pháp hóa chế độ của họ như một nhà nước kế tục. Sau khi Quốc xã lên nắm quyền, bộ máy tuyên truyền của họ đã đề cập đến thời kỳ Cộng hòa Weimar trước đó như là Zwischenreich ("Đế chế Tạm thời").
Từ những năm 1980, các nhà phê bình ngôn ngữ của Đức đã đặt câu hỏi về việc chấp nhận không phê phán thuật ngữ "Third Reich". Vào năm 1984, nhà luật học người Đức Walter Mallman viết: trong "lịch sử về khái niệm tư tưởng chính trị, hiến pháp, và luật pháp", thuật ngữ này là "không thể bảo vệ". Đến năm 1989, Dieter Gunst lưu ý thêm rằng nhắc đến chế độ Hitler với tên gọi Đế chế Thứ ba là không chỉ "đánh giá lại một cách tích cực Chủ nghĩa Quốc xã" mà còn bóp méo lịch sử, bổ sung thêm Hitler đã không thành lập ra một nhà nước hay bất kỳ "Đế chế riêng biệt" nào cả.

## Lịch sử

### Bối cảnh
Sau khi chiến tranh thế giới thứ nhất kết thúc, nền kinh tế Đức đã phải hứng chịu những khủng hoảng nghiêm trọng, một phần là vì khoản bồi thường thiệt hại chiến tranh quy định trong Hòa ước Versailles năm 1919. Chính phủ đã in tiền để trả nợ cho đất nước; hậu quả dẫn tới siêu lạm phát khiến giá cả các mặt hàng tiêu dùng tăng cao, nền kinh tế rơi vào tình trạng hỗn loạn, và các cuộc bạo động liên quan đến vấn đề lương thực diễn ra. Đến tháng 1 năm 1923, khi mà chính quyền thất bại trong việc bồi thường khoản tiền, quân đội Pháp đã chiếm đóng các khu công nghiệp của Đức dọc vùng Ruhr. Theo sau đó là tình trạng bất ổn dân sự lan rộng.
Cùng thời điểm, Đảng Công nhân Đức Quốc gia Xã hội chủ nghĩa (NSDAP; hay Đảng Quốc xã) đã trở thành đảng kế tục–thay tên của Đảng Công nhân Đức thành lập hồi năm 1919, một trong số những đảng chính trị cực hữu hoạt động ở Đức vào thời điểm đó. Chính sách của đảng này bao gồm xóa bỏ Cộng hòa Weimar, bác bỏ những điều khoản của Hòa ước Versailles, bài Do Thái triệt để, và chống lại chủ nghĩa Bolsevik. Họ hứa hẹn về một chính quyền trung ương mạnh mẽ, làm tăng thêm Lebensraum (không gian sống) cho dân tộc Đức, thành lập một cộng đồng quốc gia căn cứ vào chủng tộc, và thanh lọc chủng tộc thông qua hoạt động đàn áp người Do Thái – đối tượng sẽ bị tước bỏ quốc tịch và các quyền công dân. Những người Quốc xã đề xuất khôi phục, đổi mới quốc gia và văn hóa dựa trên phong trào Völkisch.
Sự kiện thị trường chứng khoán ở Mỹ sụp đổ vào ngày 24 tháng 10 năm 1929 có tác động hết sức tàn khốc đối với nước Đức. Hàng triệu người bỗng rơi vào cảnh thất nghiệp và hàng loạt ngân hàng lớn phải đóng cửa. Hitler và đảng Quốc xã đã sẵn sàng lợi dụng cuộc khủng hoảng để giành lấy sự ủng hộ về phía mình. Họ hứa sẽ tăng cường sức mạnh cho nền kinh tế và tạo ra việc làm cho người dân. Nhiều cử tri đã lựa chọn đảng Quốc xã với niềm tin rằng họ có khả năng tái lập trật tự, dẹp yên tình trạng bất ổn dân sự, và nâng cao uy tín của Đức trên trường quốc tế. Sau cuộc bầu cử liên bang năm 1932, Quốc xã trở thành đảng chính trị lớn nhất trong Reichstag (Nghị viện), nắm giữ 230 ghế với 43,9% tổng số phiếu phổ thông.

### Đảng Quốc xã lên nắm quyền lực
Mặc dù những người Quốc xã có được số phiếu phổ thông cao nhất trong hai cuộc tổng tuyển cử Nghị viện năm 1932, họ không thể trở thành phe đa số, bởi vậy Hitler đã dẫn đầu một chính quyền liên minh tồn tại ngắn ngủi thành lập bởi đảng Quốc xã và Đảng Nhân dân Quốc gia Đức. Dưới áp lực từ các chính trị gia, các nhà tư bản công nghiệp, và cộng đồng doanh nghiệp, Tổng thống Paul von Hindenburg đã bổ nhiệm Hitler làm Thủ tướng Đức vào ngày 30 tháng 1 năm 1933. Sự kiện này được biết đến như Machtergreifung (Quốc xã chiếm quyền lực). Trong những tháng tiếp theo, đảng Quốc xã đã vận dụng một phương pháp gọi là Gleichschaltung (chỉnh đốn, đồng bộ hóa, sắp đặt) để nhanh chóng kiểm soát mọi mặt của đời sống. Mọi tổ chức dân sự, bao gồm các nhóm nông nghiệp, các tổ chức tình nguyện, câu lạc bộ thể thao, đều được thay thế lãnh đạo bằng những đảng viên hoặc người thân Quốc xã. Đến tháng 6 năm 1933, gần như chỉ còn quân đội và các giáo hội là không nằm dưới sự kiểm soát của đảng Quốc xã.

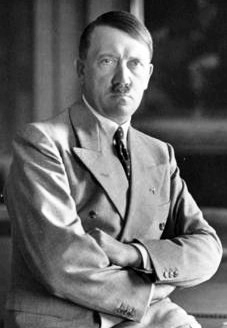
Hitler trở thành người đứng đầu nước Đức vào năm 1934 với danh nghĩa Führer und Reichskanzler (Lãnh tụ và Thủ tướng Đế chế).

Vào đêm ngày 27 tháng 2 năm 1933, tòa nhà Nghị viện (Reichstag) bốc cháy. Marinus van der Lubbe, một đảng viên cộng sản người Hà Lan, bị cáo buộc là thủ phạm châm lửa. Hitler tuyên bố sự việc này đánh dấu điểm khởi đầu một cuộc nổi dậy của những người cộng sản. Sau đó, đội quân Sturmabteilung (SA) đã tiến hành chiến dịch đàn áp bạo lực trên phạm vi toàn quốc, kết quả là 4.000 đảng viên của Đảng Cộng sản Đức bị bắt. Vào ngày 28 tháng 2 năm 1933, Nghị định Hỏa hoạn Reichstag được thông qua, theo đó bãi bỏ hầu hết các quyền tự do công dân của người Đức, bao gồm cả các quyền hội họp và tự do báo chí. Nghị định còn cho phép cảnh sát bắt giam người dân vô thời hạn mà không cần phải có những cáo buộc hay lệnh của tòa án. Luật này đi kèm với một hoạt động tuyên truyền chớp nhoáng đã dẫn tới sự ủng hộ của quần chúng.
Vào tháng 3 năm 1933, Đạo luật Ủy quyền (Ermächtigungsgesetz) - một sự sửa đổi, bổ sung của Hiến pháp Weimar, được Nghị viện cho thông qua sau một cuộc bỏ phiếu với kết quả 444 phiếu thuận và 94 phiếu chống. Sửa đổi này cho phép Hitler và nội các của ông ta thông qua các bộ luật, thậm chí cả luật vi phạm Hiến pháp mà không cần đến sự đồng thuận của Tổng thống hay Nghị viện. Khi các dự luật đòi hỏi đa số phiếu là hai phần ba để được thông qua, những người Quốc xã đã dùng các điều khoản của Nghị định Hỏa hoạn Reichstag để ngăn không cho một số đại diện của đảng Dân chủ Xã hội tham dự; trong khi những người Cộng sản đã bị cấm từ trước. Vào ngày 10 tháng 5 chính quyền tịch thu tài sản của những người Dân chủ Xã hội và sang tháng sau họ chính thức bị cấm. Với việc các đảng phái chính trị còn lại giải thể, vào ngày 14 tháng 7 năm 1933, nước Đức trên thực tế đã trở thành một nhà nước độc đảng khi mà việc thành lập các đảng mới sẽ là hành vi phạm pháp. Các cuộc bầu cử tiếp theo vào tháng 11 năm 1933, vào năm 1936, và 1938 hoàn toàn là sự kiểm soát của Quốc xã và chỉ chứng kiến những người Quốc xã cùng một số lượng nhỏ người không đảng phái đi bầu cử. Các nghị viện khu vực và Reichsrat (thượng viện liên bang) chấm dứt tồn tại vào tháng 1 năm 1934.
Chế độ Quốc xã lên nắm quyền đã xóa bỏ những biểu tượng của Cộng hòa Weimar, gồm có lá cờ ba màu đen, đỏ, vàng và chấp thuận làm lại biểu tượng đế quốc. Lá cờ ba màu đen, trắng, đỏ của Đế quốc Đức trước đó được phục hồi làm một trong hai lá cờ chính thức của Đức. Lá cờ còn lại là Cờ chữ Vạn của đảng Quốc xã đã trở thành quốc kỳ duy nhất vào năm 1935. Bài hát của đảng "Horst-Wessel-Lied" (bài ca của Horst Wessel) cũng trở thành quốc ca thứ hai của Đức.
Trong giai đoạn này, nền kinh tế Đức vẫn ở vào tình trạng hết sức tồi tệ, hàng triệu người thất nghiệp và cán cân thương mại thâm hụt đã làm nản lòng bao người. Hitler hiểu rằng phục hồi lại nền kinh tế là vấn đề sống còn. Vào năm 1934, bằng chính sách vay nước ngoài, các dự án công trình công cộng được tiến hành. Chỉ trong năm 1934 đã có tổng cộng 1,7 triệu người Đức được vào làm việc trong các dự án. Mức lương trung bình theo giờ và tuần bắt đầu tăng lên.
Những đòi hỏi về quyền lực quân sự và chính trị của SA đã dấy lên mối lo ngại cho các nhà lãnh đạo của các tổ chức chính trị, quân sự, công nghiệp. Để đối phó với vấn đề này, Hitler đã thanh lọc đội ngũ lãnh đạo của SA trong một cuộc thanh trừng được biết đến với tên gọi đêm của những con dao dài diễn ra từ ngày 30 tháng 6 đến 2 tháng 7 năm 1934. Hitler nhằm vào Ernst Röhm và những lãnh đạo của SA khác— những người đã liên kết với một số địch thủ chính trị của ông ta (như là Gregor Strasser và cựu thủ tướng Kurt von Schleicher). Tất cả bị bao vây, bắt giữ, và bắn chết.
Ngày 2 tháng 8 năm 1934, Tổng thống Paul von Hindenburg qua đời. Ngày hôm trước, nội các đã cho ban hành "Luật Nguyên thủ quốc gia Đế quốc Đức", trong đó tuyên bố vào thời điểm Hindenburg chết, chức vụ tổng thống sẽ bị xóa bỏ và những quyền hạn của nó sẽ được sáp nhập vào quyền hạn của thủ tướng. Nhờ đó Hitler đã trở thành người đứng đầu nhà nước cũng như chính phủ. Ông chính thức được chỉ định làm Führer und Reichskanzler (lãnh tụ và thủ tướng). Đức giờ đây là một quốc gia toàn trị với Hitler là người lãnh đạo. Hitler cũng trở thành Tư lệnh Tối cao của các lực lượng vũ trang. Luật mới ban hành đã sửa đổi lời tuyên thệ truyền thống của quân nhân trước đây, theo đó giờ họ xác nhận trung thành với cá nhân Hitler hơn mọi lãnh đạo, chỉ huy hàng đầu khác. Ngày 19 tháng 8, việc hợp nhất chức vụ được phê chuẩn với tỉ lệ 90% ủng hộ của toàn bộ cử tri trong một cuộc trưng cầu ý dân.

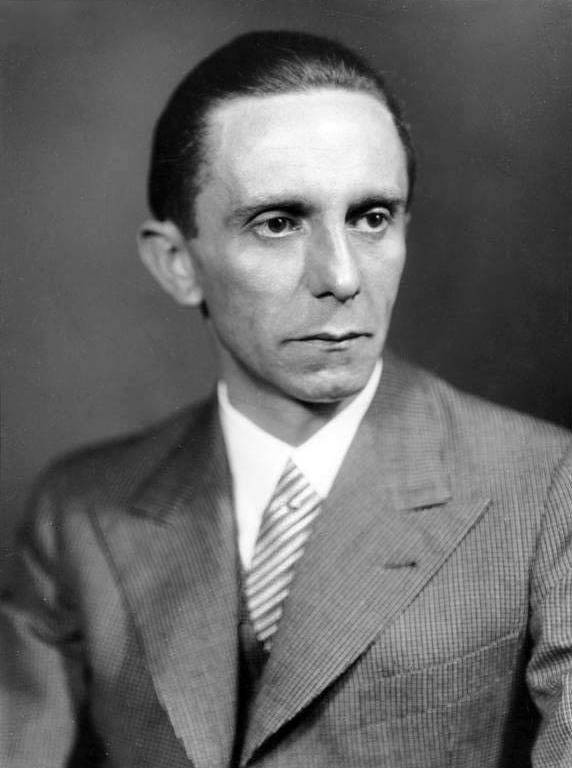
Joseph Goebbels, Bộ trưởng Tuyên truyền của Đức Quốc Xã

Sự chấm dứt những cuộc xung đột và bạo lực đường phố thời Cộng hòa Weimar đã làm an lòng đa phần người dân Đức. Giờ họ đang chìm trong những lời lẽ tuyên truyền của Joseph Goebbels, người hứa hẹn về nền hòa bình và sung túc cho tất cả mọi người trong một khối thống nhất, một quốc gia phi-Marxist và không còn những gánh nặng của Hòa ước Versailles. Vào năm 1933, trại tập trung đầu tiên của Đức Quốc Xã được mở cửa, địa điểm tại Dachau, ban đầu nó dành cho những tù nhân chính trị. Từ đó cho đến thời điểm chiến tranh thế giới thứ hai kết thúc, đã có hàng trăm khu trại với quy mô và chức năng khác nhau được xây dựng. Sau khi lên nắm quyền, những người Quốc xã đã thực hiện các biện pháp đàn áp chống lại những đối thủ chính trị của họ, đồng thời nhanh chóng cách ly toàn bộ những đối tượng mà họ cho là "không mong muốn của xã hội". Dưới chiêu bài chiến đấu với mối đe dọa từ Cộng sản, những người Quốc xã đã đảm bảo được sức mạnh to lớn, và trên hết, chiến dịch chống lại người Do Thái tại Đức đã đạt được bước đệm ban đầu.
Từ tháng 4 năm 1933, hàng loạt biện pháp nhằm hạn chế địa vị và quyền hạn của người Do Thái bắt đầu được triển khai trên phạm vi từng vùng và quốc gia. Với sự ra đời của các đạo luật Nuremberg (gọi tắt là luật Nuremberg) vào năm 1935, những sáng kiến và mệnh lệnh hợp pháp chống lại người Do Thái lên đến đỉnh điểm, bọn họ sẽ bị tước đoạt các quyền cơ bản. Quốc xã sẽ lấy đi của cải, quyền được kết hôn với người không phải Do Thái, và quyền lựa chọn lĩnh vực lao động (hay nghề nghiệp; ví dụ như luật, y tế, hay sư phạm). Cuối cùng, Quốc xã tuyền bố rằng người Do Thái không được mong muốn ở cùng với nhân dân và xã hội Đức, và dần theo thời gian họ đã không còn được coi là con người; có thể cho rằng, những hành động bài Do Thái làm cho người Đức dần cảm thấy quen thuộc, bình thường tới một mức độ nhất định đã dẫn đến cuộc diệt chủng Holocaust. Những người dân tộc Đức nào từ chối khai trừ người Do Thái, hoặc người nào biểu lộ bất kỳ dấu hiệu phản đối hay không đồng tình với những nội dung tuyên truyền của Quốc xã đều sẽ bị Gestapo giám sát, tước bỏ những quyền hạn, hoặc chuyển đến các trại tập trung. Ở trong chế độ này, tất cả mọi thứ, bao gồm con người, đều bị giám sát. Theo đó quá trình hợp thức hóa quyền lực của những người Quốc xã hoàn tất từ những hoạt động cách mạng ban đầu, tiếp đến trải qua những thao tác và ứng biến với các cơ chế hợp pháp có sẵn, rồi khai thác quyền lực kiểm soát của đảng Quốc xã (cho phép họ thu nhận và loại trừ bất kỳ ai trong xã hội, những người được họ lựa chọn), và cuối cùng bành trướng quyền thế ra mọi tổ chức liên bang và nhà nước.

### Chính sách ngoại giao quân phiệt
Ngay từ tháng 2 năm 1933, Hitler đã thông báo hoạt động tái vũ trang cần phải được tiến hành, mặc dù ban đầu là bí mật, và như vậy là vi phạm Hòa ước Versailles. Một năm sau ông nói với các tướng lĩnh quân đội của mình rằng thời điểm để phát động chiến tranh ở mặt trận phía Đông là năm 1942. Năm 1933, Đức rời Hội Quốc Liên, tuyên bố các điều khoản giải trừ quân bị của tổ chức này là không công bằng khi mà chúng chỉ áp đặt lên nước Đức. Saarland, khu vực đặt dưới sự giám sát của Hội Quốc Liên trong vòng 15 năm kể từ Chiến tranh thế giới thứ nhất kết thúc, đã được bầu chọn trở thành một phần của Đức vào tháng 1 năm 1935. Tháng 3 năm đó, Hitler thông báo quy mô của lực lượng Reichswehr sẽ được tăng lên 550.000 lính và rằng ông ta đang xây dựng một lực lượng không quân. Phía Anh nhất trí người Đức sẽ được phép thiết lập một hạm đội hải quân với việc ký kết Hiệp định Hải quân Anglo-German vào ngày 18 tháng 6 năm 1935.
Khi mà cuộc xâm lược Ethiopia của Ý chỉ vấp phải những phản ứng nhẹ nhàng của chính phủ Pháp và Anh, vào ngày 7 tháng 3 năm 1936, Hitler đã lệnh cho 3.000 lính lục quân Wehrmacht Heer hành quân vào khu phi quân sự ở Rhineland trong sự vi phạm Hòa ước Versailles; cùng với đó là 30.000 lính đặt trong tình trạng sẵn sàng. Bởi vùng lãnh thổ này đã là một phần của Đức, chính phủ Anh và Pháp cảm thấy rằng nỗ lực buộc Đức tuân theo Hòa ước là không đáng để mà dẫn đến nguy cơ chiến tranh. Trong cuộc bầu cử độc đảng tổ chức vào ngày 29 tháng 3, Đảng Quốc xã nhận được 98,9% tỉ lệ ủng hộ. Vào năm 1936, Hitler ký Hiệp ước chống Quốc tế Cộng sản với Nhật Bản và một hiệp ước không xâm lược với nước Ý phát xít của Benito Mussolini, người mà chẳng bao lâu nữa sẽ đề cập đến một "Trục Rome-Berlin".
Hitler đã gửi những đơn vị không quân và thiết giáp đến hỗ trợ cho Francisco Franco và các lực lượng Dân tộc chủ nghĩa trong cuộc Nội chiến Tây Ban Nha bùng phát vào tháng 7 năm 1936. Liên Xô cũng gửi một lực lượng nhỏ đến hỗ trợ chính phủ Cộng hòa. Phe Dân tộc chủ nghĩa của Franco giành chiến thằng vào năm 1939 và trở thành một đồng minh không chính thức của Đức Quốc Xã.

### Áo và Tiệp Khắc

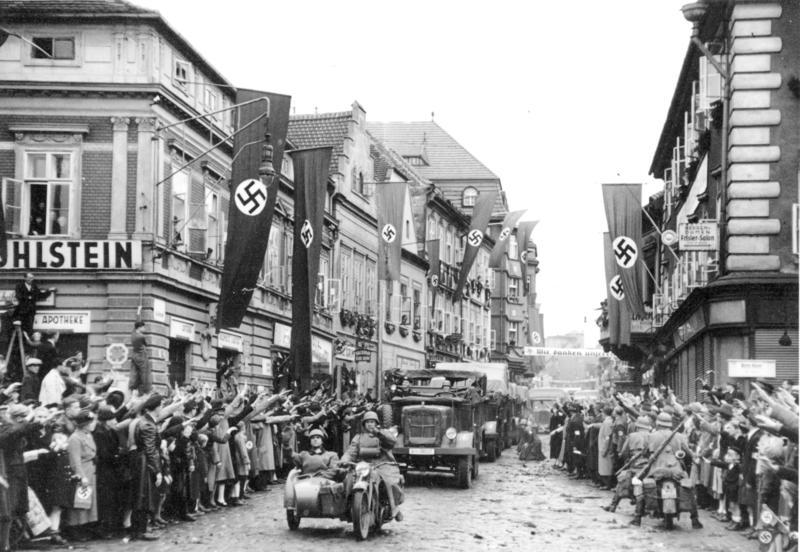
Người dân tộc Đức tại Saaz, Tiệp Khắc, đón chào binh lính Đức với kiểu chào Quốc xã, 1938

Vào tháng 2 năm 1938, Hitler nhấn mạnh với Thủ tướng Áo Kurt Schuschnigg về sự cần thiết của việc để cho quân đội Đức bảo đảm biên giới quốc gia này. Schuschnigg lên kế hoạch tổ chức một cuộc trưng cầu bàn về nền độc lập của Áo trong ngày 13 tháng 3, nhưng Hitler yêu cầu bãi bỏ. Vào ngày 11 tháng 3, Hitler gửi một tối hậu thư đến Schuschnigg đòi ông này phải bàn giao toàn bộ quyền lực cho đảng Quốc xã Áo hoặc đối mặt với một cuộc xâm lăng. Ngày hôm sau, Wehrmacht tiến quân vào Áo và được cư dân địa phương chào đón nhiệt tình.
Cộng hòa Tiệp Khắc là địa bàn cư trú của một cộng đồng người Đức thiểu số quan trọng, họ sống đa phần tại Sudetenland. Dưới áp lực từ các nhóm ly khai thuộc đảng Đức Sudeten, chính phủ Tiệp Khắc đã thi hành những chính sách nhượng bộ về kinh tế đối với khu vực này. Hitler quyết định phải sáp nhập không chỉ Sudetenland mà còn là cả Tiệp Khắc vào với Đế chế. Những người Quốc xã tiến hành một chiến dịch tuyên truyền để nổi trống hỗ trợ cho cuộc xâm lược. Tuy vậy, các tướng lĩnh quân đội hàng đầu không ủng hộ kế hoạch khi mà nước Đức chưa sẵn sàng cho một cuộc chiến. Cuộc khủng hoảng đã buộc Tiệp Khắc, Anh và Pháp (những đồng minh của Tiệp Khắc) thực hiện những sự chuẩn bị cho chiến tranh. Với nỗ lực nhằm ngăn chặn nguy cơ này, Thủ tướng Anh Neville Chamberlain đã sắp xếp một loạt các cuộc hội đàm, dẫn tới kết quả là Hiệp định Munich được ký kết vào ngày 29 tháng 9 năm 1938. Chính phủ Tiệp Khắc buộc phải đồng ý để cho Đức sáp nhập Sudetenland. Chamberlain được chào đón với những tiếng tung hô khi đặt chân xuống Luân Đôn, ông nói: "hòa bình cho thời đại chúng ta" Hiệp định chỉ tồn tại trong vòng sáu tháng trước khi Hitler xâm chiếm toàn bộ những phần lãnh thổ còn lại của Tiệp Khắc vào tháng 3 năm 1939. Tiếp đó, một quốc gia bù nhìn được thành lập tại địa điểm gần tương tự với Slovakia ngày nay.
Quốc xã ngay lập tức chiếm lấy những nguồn dự trữ ngoại hối của Áo và Séc, các kho dự trữ nguyên liệu thô như kim loại và sản phẩm hoàn thiện như các loại vũ khí và máy bay, tất cả đều được vận chuyển về Đức. Tập đoàn công nghiệp Reichswerke Hermann Göring nắm quyền kiểm soát các cơ sở sản xuất than và thép ở cả hai quốc gia.

### Ba Lan
Vào tháng 3 năm 1939, Hitler đòi trả lại thành phố Tự do Danzig và khu vực Hành lang Ba Lan, một dải đất ngăn cách Đông Phổ với phần còn lại của nước Đức. Chính phủ Anh thông báo họ sẽ hỗ trợ cho Ba Lan nếu nước này bị tấn công. Hitler với niềm tin rằng người Anh sẽ không thực sự hành động đã ra lệnh chuẩn bị sẵn sàng một kế hoạch xâm lược và thời điểm tiến hành là trong tháng 9 năm 1939. Ngày 23 tháng 5, Hitler mô tả kế hoạch tổng thể với các tướng lĩnh, mục tiêu không chỉ là chiếm lấy vùng Hành lang Ba Lan mà còn mở rộng đáng kể lãnh thổ Đức về phía đông. Ông dự kiến lần này đối phương sẽ đáp trả bằng vũ lực.
Người Đức một lần nữa xác nhận lại mối liên minh với Ý và lần lượt ký những bản hiệp ước không xâm phạm với Đan Mạch, Estonia, và Latvia. Họ cũng chính thức hóa quan hệ thương mại với Romania, Na Uy và Thụy Điển. Bộ trưởng Ngoại giao Đức Joachim von Ribbentrop bằng các cuộc đàm phán đã dàn xếp được một hiệp ước không xâm lược với Liên Xô, Hiệp ước Molotov–Ribbentrop ký kết trong tháng 8 năm 1939. Trong bản hiệp ước này có chứa nghị định thư bí mật bàn về việc phân chia Ba Lan và các quốc gia vùng Baltic thành các khu vực thuộc phạm vi ảnh hưởng của Đức và Liên Xô.

### Thế chiến thứ hai

#### Chính sách ngoại giao
Chính sách ngoại giao của Đức trong chiến tranh bao gồm việc thành lập các chính phủ đồng minh đặt dưới sự kiểm soát trực tiếp hoặc gián tiếp từ Berlin. Mục đích chính là thu thập binh lính từ các nước đồng minh hàng đầu như Ý và Hungary, cùng hàng triệu lao động và nguồn cung lương thực dồi dào từ các nước chư hầu như Pháp Vichy. Đến mùa thu năm 1942, trên mặt trận phía Đông có mặt 24 sư đoàn đến từ Romania, 10 đến từ Ý, và 10 của Hungary. Khi mà một quốc gia trở nên không còn đáng tin cậy, Đức sẽ chiếm quyền kiểm soát toàn bộ, như họ đã làm với Pháp vào năm 1942, Ý năm 1943, và Hungary năm 1944. Mặc dù Nhật Bản là một đồng minh chính thức hùng mạnh, mối quan hệ giữa Đức với quốc gia này là không thân mật, ít có sự phối hợp hay hợp tác. Một ví dụ, Đức đã từ chối chia sẻ công thức tổng hợp dầu từ than đá cho đến giai đoạn cuối của chiến tranh.

#### Chiến tranh bùng nổ

Ảnh động mô tả quá trình chinh phạt châu Âu và suy tàn của Đức Quốc Xã cùng đồng minh trong Thế chiến thứ hai. (Ấn vào để xem ảnh đầy đủ kích cỡ)

Lãnh thổ của Đệ Tam Đế chế và các nước đồng minh tại thời điểm Phe Trục ở đỉnh cao thắng lợi.

Vào ngày 1 tháng 9 năm 1939, Đức tấn công Ba Lan. Hai ngày sau, Anh và Pháp tuyên chiến với Đức. Chiến tranh thế giới thứ hai bùng nổ. Ba Lan sụp đổ nhanh chóng khi đồng thời phải chịu sự tấn công của Liên Xô từ phía đông vào ngày 17 tháng 9. Ngày 21 tháng 9, Reinhard Heydrich, thủ lĩnh của Gestapo, ra lệnh vây bắt và dồn tất cả người Do Thái vào trong các thành phố có nhiều tuyến đường ray liên kết. Ban đầu Quốc xã dự định trục xuất người Do Thái đến những địa điểm xa hơn về phía đông, hoặc có thể là tới đảo Madagascar ở Ấn Độ Dương. Đến cuối năm 1939, dựa theo những bản danh sách được chuẩn bị từ trước, Quốc xã đã giết hại khoảng 65.000 tri thức, quý tộc, tăng lữ, và giáo viên Ba Lan trong một nỗ lực nhằm phá hủy bản sắc quốc gia này. Trong khi đó, Liên Xô tiếp tục tấn công và đã tiến quân đến Phần Lan trong Chiến tranh Mùa đông. Các lực lượng của Đức cũng tham chiến trên biển. Tuy nhiên kể từ đó cho đến tháng 5 năm 1940 ít có hoạt động quân sự nào diễn ra, cho nên giai đoạn này còn được biết đến với tên gọi Chiến tranh kỳ quặc.
Ngay khi cuộc chiến bắt đầu, phía Anh đã tiến hành phong tỏa hàng hóa vận chuyển tới Đức. Điều này tác động đến nền kinh tế Đức bởi người Đức vốn phụ thuộc rất nhiều vào nguồn cung dầu, than đá và ngũ cốc từ bên ngoài. Để bảo vệ các chuyến hàng quặng sắt vận chuyển từ Thụy Điển tới Đức, Hitler đã ra lệnh tấn công Na Uy, sự kiện diễn ra vào ngày 9 tháng 4 năm 1940. Kết quả đến cuối tháng 4, phần lớn lãnh thổ quốc gia này đã bị quân Đức chiếm đóng. Cũng trong ngày mùng 9, Quốc xã đã xâm lăng và chiếm đóng Đan Mạch.

#### Chinh phạt châu Âu
Bỏ ngoài tai sự phản đối của rất nhiều tướng lĩnh quân đội cấp cao, Hitler vẫn ra lệnh tấn công nước Pháp và các quốc gia thuộc Vùng đất Thấp, chiến dịch bắt đầu vào tháng 5 năm 1940. Đức Quốc Xã đã nhanh chóng chinh phạt lần lượt Luxembourg, Hà Lan, và Bỉ; tiếp đến là Pháp đầu hàng vào ngày 22 tháng 6. Việc Pháp bất ngờ bại trận một cách nhanh chóng giúp làm tăng thêm danh tiếng của Hitler và dẫn tới một sự bùng phát mạnh trong cơn sốt chiến tranh.
Bất chấp các điều khoản của Công ước Hague, các hãng công nghiệp tại Hà Lan, Pháp và Bỉ đều bị buộc phải sản xuất trang thiết bị phục vụ chiến tranh cho quân đội Đức chiếm đóng. Giới quan chức của những quốc gia này xem rằng đó sự lựa chọn là phù hợp hơn so với việc để công dân của họ bị trục xuất đến Đức làm lao động khổ sai.
Đức Quốc Xã đã chiếm đoạt hàng ngàn đầu máy và toa xe lửa, các kho dự trữ vũ khí và các nguyên liệu thô như đồng, thiếc, dầu, niken. Bên cạnh đó Quốc xã còn thu thuế từ chính phủ của các nước bị chiếm đóng, họ đã nhận được các khoản thanh toán từ Pháp, Bỉ và Na Uy. Những rào cản thương mại dẫn tới sự tích trữ, thị trường chợ đen, và một tương lai không rõ ràng. Nguồn cung lương thực là bấp bênh; sản xuất sụt giảm trên hầu khắp châu Âu, tuy nhiên không nghiêm trọng như trong thế chiến thứ nhất. Hy Lạp đã phải trải qua nạn đói trong năm đầu tiên bị chiếm đóng còn Hà Lan thì là vào năm cuối cùng của chiến tranh.
Hitler đã đưa ra những lời đề nghị hòa bình với vị lãnh đạo mới của nước Anh, Winston Churchill; và khi bị từ chối ông liền ra lệnh tiến hành một loạt các cuộc tấn công từ trên không nhằm vào những trạm rada và căn cứ của Không quân Hoàng gia Anh (RAF). Tuy nhiên, không quân Đức (Luftwaffe) đã không thể đánh bại RAF trong trận chiến trên bầu trời Anh Quốc. Đến cuối tháng 10, Hitler nhận ra rằng yếu tố quan trọng là giành lấy ưu thế trên không cho chiến dịch xâm lược nước Anh có thể sẽ không đạt được, và ông ra lệnh thực hiện các cuộc không kích bất ngờ trong đêm nhằm vào các thành phố của Anh, trong đó có Luân Đôn, Plymouth, và Coventry.
Vào tháng 2 năm 1941, Quân đoàn Phi Châu của Đức Quốc Xã (Afrika Korps) đã đến Libya để hỗ trợ quân Ý trong chiến dịch Bắc Phi và cố gắng ngăn chặn lực lượng Thịnh vượng chung Anh ở Ai Cập. Đến ngày 6 tháng 4, Hitler tiến hành xâm lược Yugoslavia (Nam Tư) và Hy Lạp. Những nỗ lực của Quốc xã là nhằm bảo đảm nguồn cung dầu mỏ từ bên ngoài, trong đó có đồng minh mới của họ là Romania, quốc gia đã ký Hiệp ước Ba bên vào tháng 11 năm 1940.

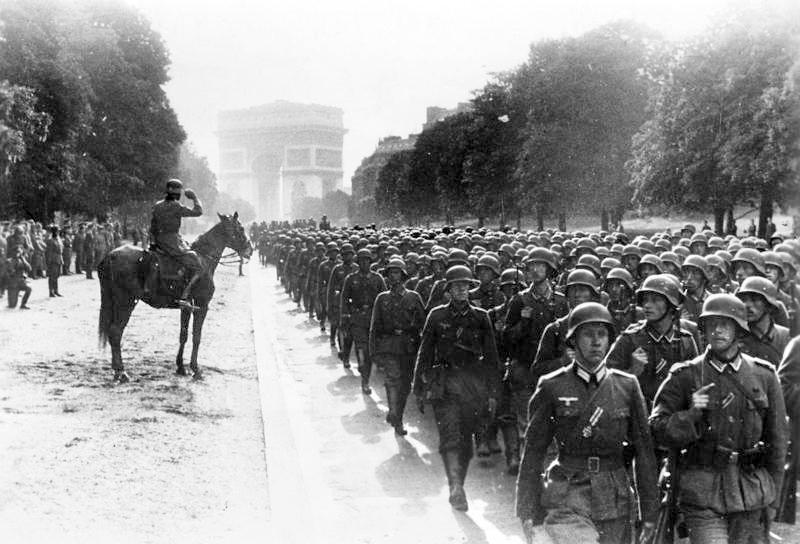
Binh sĩ Đức hành quân gần Khải Hoàn Môn tại Paris, 14 tháng 6 năm 1940

Vào ngày 22 tháng 6 năm 1941, Hitler xé bỏ Hiệp ước Molotov–Ribbentrop và cùng với các đồng minh đem khoảng 5,5 triệu quân tấn công Liên Xô. Bên cạnh mục đích chiếm lấy Lebensraum (không gian sống), chiến dịch quy mô lớn này (mật danh Chiến dịch Barbarossa) còn ý đồ nhằm hủy diệt Liên bang Xô viết và chiếm những nguồn tài nguyên thiên nhiên để phục vụ cho cuộc chiến tiếp theo với phe Đồng Minh. Phản ứng của người dân Đức là bất ngờ và bối rối. Nhiều người lo lắng liệu chiến tranh sẽ kéo dài bao lâu hay tỏ vẻ hoài nghi về khả năng chiến thắng của Đức khi phải tham chiến trên hai mặt trận.

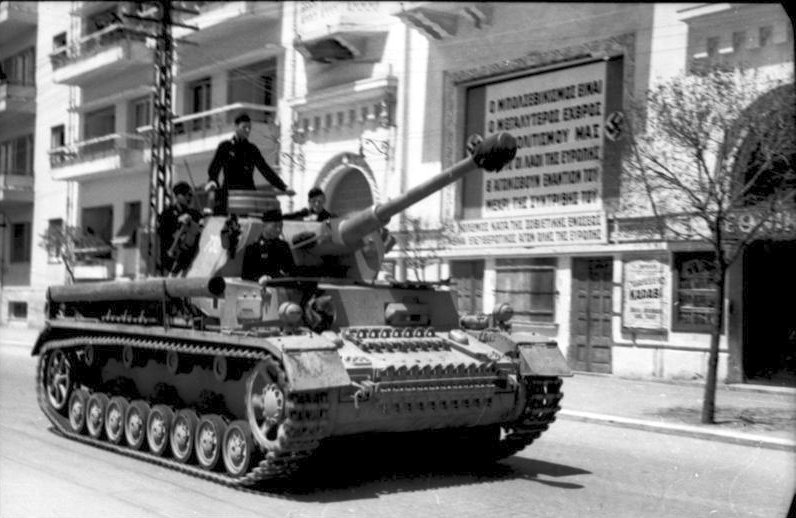
Xe tăng Panzer IV của Đức tại Thessaloniki. Biểu ngữ trên tòa nhà phía sau: "Chủ nghĩa Bolshevik là kẻ thù lớn nhất của nền văn minh chúng ta".

Ban đầu, mọi việc diễn ra rất suôn sẻ, Quốc xã cùng đồng minh đã chinh phạt được các nước cộng hòa vùng Baltic, Belarus, và Tây Ukraina. Sau chiến thắng trong Trận Smolensk, Hitler ra lệnh cho Cụm tập đoàn quân Trung tâm tạm dừng cuộc tiến quân đến Moskva và tạm thời chuyển hướng các đơn vị tăng Panzer để hỗ trợ cuộc phong tỏa Leningrad và Kiev. Sự chần chừ này đã cho Hồng quân Liên Xô cơ hội huy động lực lượng dự bị mới; và cuộc tấn công Moskva được tái tiến hành vào tháng 12 năm 1941 đã kết thúc trong thảm họa. Vào ngày 7 tháng 12 năm 1941, Nhật Bản tấn công Trân Châu Cảng, Hawaii. Bốn ngày sau, Đức tuyên chiến với Mỹ.
Lượng lương thực cung cấp đến những vùng lãnh thổ Liên Xô và Ba Lan bị chinh phục là ít ỏi, với những khẩu phần không đầy đủ, không đáp ứng được nhu cầu dinh dưỡng. Quân địch rút lui đã phá hủy mùa màng, đốt cháy cây trồng; và phần còn lại thì đa số được chuyển về Đức. Ngay tại chính quốc, khẩu phần lương thực cũng bị cắt giảm trong năm 1942. Với vai trò Toàn quyền Kế hoạch Bốn năm, Hermann Göring yêu cầu thúc đẩy số chuyến hàng ngũ cốc vận chuyển từ Pháp và cá từ Na Uy. Vụ mùa năm 1942 là thuận lợi và nguồn cung lương thực vẫn đủ đáp ứng tại Tây Âu.
Lực lượng đặc nhiệm Reichsleiter Rosenberg là một tổ chức được thành lập với nhiệm vụ cướp đoạt các tác phẩm nghệ thuật và văn hóa từ những bộ sưu tập, thư viện và bảo tàng của người Do Thái trên khắp châu Âu. Đã có khoảng 26.000 toa tàu chở đầy các vật phẩm đánh cắp được vận chuyển từ Pháp về Đức. Bên cạnh đó, binh lính cũng ăn cắp hoặc mua những loại hàng hóa mà khó kiếm được ở Đức như quần áo rồi gửi về nhà.

#### Bước ngoặt và sụp đổ

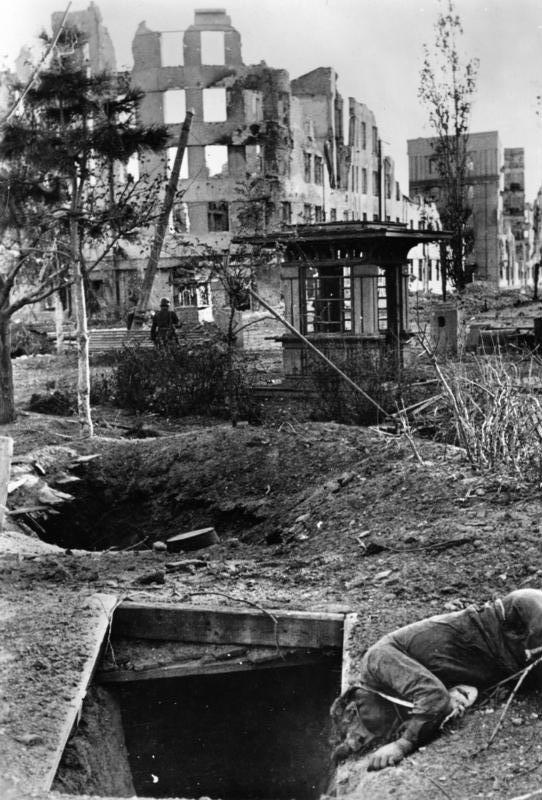
Sự tàn phá của Trận Stalingrad, tháng 10 năm 1942.

Nước Đức cũng như châu Âu nói chung đều phụ thuộc gần như toàn bộ vào hoạt động nhập khẩu dầu mỏ từ bên ngoài. Trong một nỗ lực nhằm giải quyết sự thiếu hụt dai dẳng này, Quốc xã đã khởi động Fall Blau (Chiến dịch Blau) vào tháng 6 năm 1942, một cuộc tấn công nhắm đến những mỏ dầu ở Kavkaz. Ngày 19 tháng 11, Hồng quân Liên Xô phát động một cuộc phản công và sau đó vài ngày họ đã bao vây được quân Đức trong thành phố Stalingrad. Göring cam đoan với Hitler rằng Tập đoàn quân số 6, lực lượng đang ở trong vòng vây, sẽ được tiếp tế bằng đường không, nhưng điều này trở nên không khả thi. Việc Hitler không cho phép rút lui dẫn tới hậu quả là 200.000 binh sĩ Đức và Romania thiệt mạng; 91.000 binh sĩ khác đầu hàng vào ngày 31 tháng 1 năm 1943 và chỉ có 6.000 người trong số đó sống sót để quay trở về Đức sau chiến tranh. Sau thắng lợi ở trận chiến lớn tiếp theo, Trận Kursk, Hồng quân Liên Xô tiếp tục tiến quân về phía tây và đến cuối năm 1943 Đức Quốc Xã đã đánh mất phần lớn lãnh thổ ở phía đông mà trước đó họ từng xâm chiếm được.
Tại Ai Cập, Quân đoàn Phi Châu Afrika Korps của Thống chế Erwin Rommel đã bị các lực lượng đặt dưới quyền chỉ huy của Thống chế Bernard Montgomery đánh bại vào tháng 10 năm 1942. Tiếp đó, quân Đồng Minh lần lượt đổ bộ vào Sicily trong tháng 7 năm 1943 và Ý trong tháng 9. Cùng thời điểm, các phi đội ném bom của Anh và Mỹ cũng bắt đầu tiến hành chiến dịch tấn công nước Đức. Trong một nỗ lực nhằm đánh tan nhuệ khí của người Đức, nhiều phi vụ đã cố tình nhằm vào mục tiêu là dân thường. Với việc số lượng máy bay sản xuất ra không đủ bù đắp cho số mất mát, nước Đức hoàn toàn đánh mất khả năng kiểm soát bầu trời và phải hứng chịu sự tàn phá ngày càng nặng nề hơn từ chiến dịch ném bom của Đồng Minh. Đến cuối năm 1944, trước những đợt ném bom nhằm vào các nhà máy lọc dầu và các khu công nghiệp, bộ máy chiến tranh của Đức Quốc Xã gần như đã hoàn toàn tê liệt.
Vào ngày 6 tháng 6 năm 1944, Đồng Minh Anh, Mỹ và Canada mở mặt trận phía Tây với chiến dịch đổ bộ lên Normandy. Trong ngày 20 tháng 7, Hitler may mắn thoát chết sau một vụ ám sát. Ông ra lệnh trả thù tàn bạo, kết quả là 7.000 người bị bắt và hơn 4.900 người bị hành quyết. Cuộc tấn công Ardennes (16 tháng 12 năm 1944 – 25 tháng 1 năm 1945) là chiến dịch lớn cuối cùng của Đức trong chiến tranh. Hồng quân Liên Xô tiến vào lãnh thổ Đức trong ngày 27 tháng 1. Hitler không chịu thừa nhận thất bại và nhấn mạnh lặp đi lặp lại rằng phải chiến đấu đến người cuối cùng, dẫn tới tổn thất về người và của không đáng có trong những tháng còn lại của cuộc chiến. Thông qua Bộ trưởng Tư pháp Otto Georg Thierack, ông ra lệnh bất kỳ người nào không sẵn sàng chiến đấu sẽ bị đem ra tòa án quân sự ngay tức khắc. Hàng ngàn người đã bị giết. Ở rất nhiều nơi, người dân tìm cách đầu hàng quân Đồng Minh đang tiến đến, mặc cho lời kêu gọi tiếp tục chiến đấu của các lãnh đạo địa phương. Hitler còn ra lệnh phá hủy các cây cầu, nhà máy, hệ thống giao thông vận tải và các cơ sở hạ tầng khác— một sắc lệnh tiêu thổ— nhưng Bộ trưởng Vũ trang Albert Speer có thể đã ngăn không cho mệnh lệnh này được thực thi một cách toàn bộ.
Trong suốt khoảng thời gian diễn ra Trận Berlin (16 tháng 4 năm 1945 – 2 tháng 5 năm 1945), Hitler và những tham mưu của ông sống trong Führerbunker dưới mặt đất. Vào ngày 30 tháng 4, khi Hồng quân Liên Xô đã ở rất gần Phủ Thủ tướng, Hitler và vợ là Eva Braun quyết định tự sát trong Führerbunker. Thủy sư đô đốc Karl Dönitz lên kế nhiệm Hitler với tư cách Tổng thống Đế chế và Goebbels lên làm Thủ tướng Đế chế. Goebbels cùng vợ là Magda cũng đã tự sát trong ngày 1 tháng 5 sau khi tự tay sát hại sáu đứa con của mình. Ngày 2 tháng 5, Tướng Helmuth Weidling đầu hàng vô điều kiện trước Tướng Vasily Chuikov của Liên Xô. Trong khoảng từ ngày 4 đến 8 tháng 5 hầu hết quân lính có vũ trang còn lại của Đức đều đầu hàng vô điều kiện. Văn kiện đầu hàng của Đức được ký vào ngày 8 tháng 5, đánh đấu hồi kết cho chiến tranh thế giới thứ hai ở châu Âu.
Tỉ lệ tự sát tại Đức tăng lên khi đối phương ngày một tiến gần, đặc biệt ở những khu vực tiến quân của Hồng quân. Tại Demin, hơn một ngàn người (trong tổng số khoảng 16.000) đã tự sát trong hoặc trong khoảng ngày 1 tháng 5 năm 1945 khi Tập đoàn quân số 65 của Phương diện quân Belorussia số 2 xông vào một nhà máy chưng cất và càn quét qua thị trấn, thực hiện các hành động như cưỡng hiếp hàng loạt, tự ý sát hại thường dân và châm lửa đốt cháy các tòa nhà. Rất nhiều địa điểm có số lượng người tự sát cao, trong đó có Neubrandenburg (600 người), Słupsk (1.000 người), và Berlin ít nhất 7.057 người.

#### Tổn thất nhân mạng của Đức

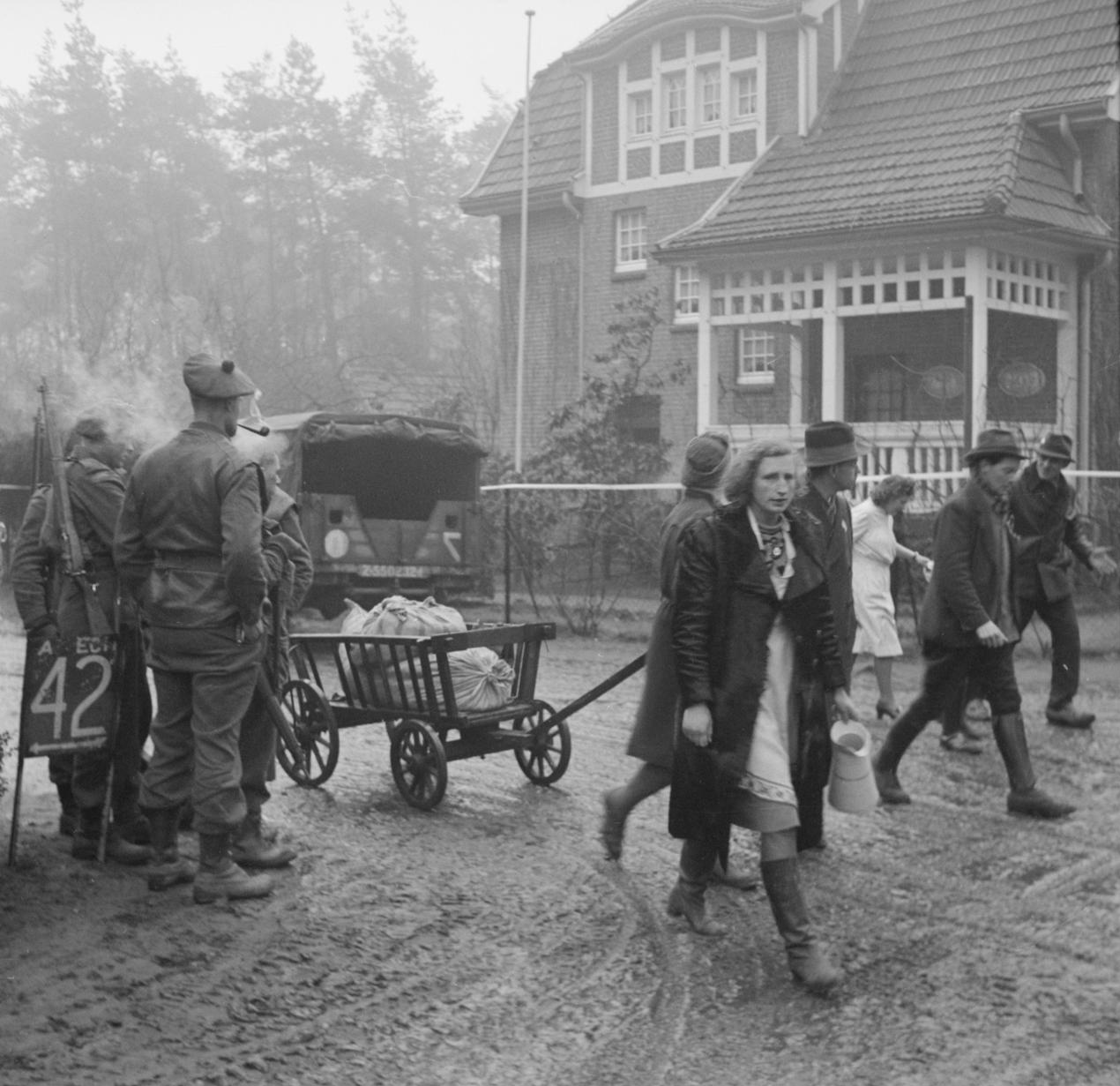
Người tị nạn Đức ở Bedburg, gần Kleve, 19 tháng 2 năm 1945

Tổng số người Đức thiệt mạng liên quan đến cuộc chiến ước tính trong khoảng từ 5,5 đến 6,9 triệu. Theo một nghiên cứu của nhà sử học người Đức Rüdiger Overmans, số binh sĩ Đức thiệt mạng và mất tích là 5,3 triệu, bao gồm 900.000 lính nhập ngũ bắt buộc từ bên ngoài biên giới Đức hồi năm 1937, ở Áo và Đông-Trung Âu. Vào năm 2014, sử gia Overy ước tính tổng cộng có khoảng 353.000 dân thường đã chết vì những đợt ném bom nhằm vào các thành phố Đức của Anh và Mỹ. Bên cạnh đó là 20.000 người chết trong những chiến dịch trên mặt đất. Khoảng 22.000 người dân thiệt mạng trong Trận Berlin. Số thường dân thiệt mạng khác gồm có 300.000 người Đức (bao gồm cả người Do Thái) là nạn nhân của các hoạt động khủng bố về chính trị, tôn giáo, chủng tộc của Quốc xã, và 200.000 người bị sát hại trong chương trình cái chết êm ái. Các tòa án chính trị được gọi là Sondergericht đã kết án tử hình khoảng 12.000 thành viên của Phong trào kháng chiến Đức, bên cạnh đó các tòa dân sự cũng kết án tương tự với khoảng 40.000 người Đức.
Vào thời điểm chiến tranh kết thúc, toàn châu Âu có hơn 40 triệu người tị nạn, nền kinh tế sụp đổ, và 70% cơ sở hạ tầng công nghiệp bị phá hủy. Khoảng 12 đến 14 triệu người dân tộc Đức đã bỏ trốn hoặc bị trục xuất từ Đông-Trung Âu đến Đức. Trong thời kỳ chiến tranh Lạnh, chính phủ Tây Đức ước tính có khoảng 2,2 triệu dân thường đã thiệt mạng vì các hoạt động bỏ trốn, trục xuất và lao động khổ sai tại Liên Xô. Con số này không bị bác bỏ cho đến thập niên 1990, thời điểm mà một số nhà sử học nhận định có khoảng 500.000-600.000 trường hợp thiệt mạng được xác nhận. Vào năm 2006 chính phủ Đức tái khẳng định số nạn nhân là 2 đến 2,5 triệu.

## Địa lý

### Sự thay đổi về lãnh thổ

Quá trình mở rộng lãnh thổ của Đức từ 1933 đến 1943. Đỏ: 1933; hồng: 1939; cam: 1943

Với thất bại trong thế chiến thứ nhất cùng Hòa ước Versailles được ký kết, nước Đức đã đánh mất Alsace-Lorraine, Bắc Schleswig, và Memel. Saarland tạm thời trở thành một vùng bảo hộ của Pháp và đặt dưới điều kiện là cư dân của nó sau này sẽ tự quyết định việc gia nhập nước nào bằng một cuộc trưng cầu. Ba Lan trở thành một quốc gia riêng biệt và kết nối được ra biển nhờ Hành lang Ba Lan mới thành lập; đây cũng là vùng lãnh thổ ngăn cách Phổ với phần còn lại của nước Đức. Danzig giờ là một thành phố tự do.
Sau một cuộc trưng cầu diễn ra vào năm 1935, Đức đã lấy lại được quyền kiểm soát Saarland; tiếp đó đến năm 1938 họ sáp nhập Áo vào với phần lãnh thổ của mình. Hiệp định Munich ký kết năm 1938 giúp Đức có thêm vùng Sudetenland, và sáu tháng sau họ chiếm nốt phần lãnh thổ còn lại của Tiệp Khắc. Tháng 3 năm 1939, trước mối đe dọa bị xâm lăng bằng đường biển, Litva đã phải nhượng lại Memel cho Đức.
Từ năm 1939 đến 1941, Đức Quốc Xã lần lượt tiến hành xâm lược Ba Lan, Pháp, Luxembourg, Hà Lan, Bỉ, và Liên Xô. Vào năm 1943 Mussolini nhượng lại Trieste, Nam Tyrol, và Istria cho Đức. Sau đó Quốc xã thành lập nên hai khu hành chính bù nhìn tại các khu vực trên, Operationszone Adriatisches Küstenland và Operationszone Alpenvorland.

### Những vùng lãnh thổ chiếm đóng

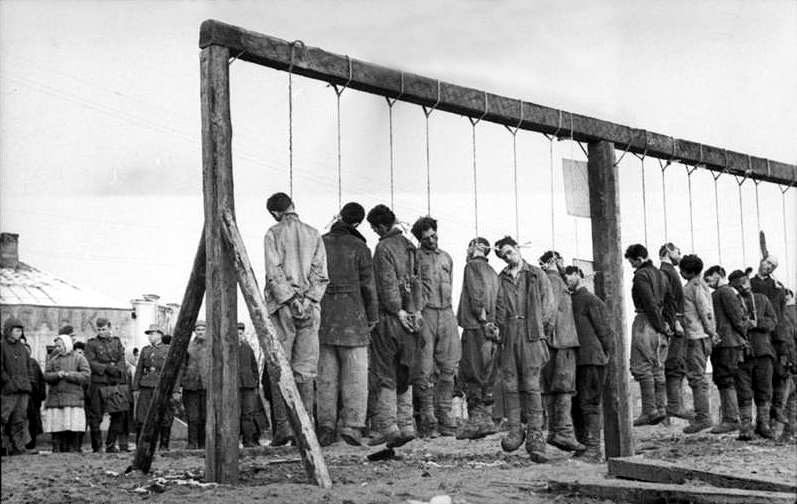
Dưới vỏ bọc các chiến dịch chống lại dân quân kháng chiến, Quốc xã đã tàn sát dân thường tại 5.295 địa bàn khác nhau thuộc vùng lãnh thổ Xô viết Belarus.

Quốc xã đã ngay lập tức hợp nhất một số vùng lãnh thổ chinh phục được vào với chính quốc như một phần mục tiêu dài hạn của Hitler, đó là tạo ra một Đế chế Đại Đức. Vài khu vực như Alsace-Lorraine được đặt dưới sự cai quản của một Gau liền kề. Ngoài các vùng lãnh thổ hợp nhất Reichskommissariat, Quốc xã còn tạo ra một số quốc gia bị chiếm đóng. Các khu vực chịu sự quản lý của Đức bao gồm Vùng bảo hộ Bohemia và Moravia, Reichskommissariat Ostland (trong đó có chứa các quốc gia Baltic và Belarus), và Reichskommissariat Ukraine. Các phần lãnh thổ bị chinh phục của Bỉ và Pháp chịu sự kiểm soát của Chính phủ Quân sự tại Bỉ và Bắc Pháp (Militärverwaltung in Belgien und Nordfrankreich). Một phần Ba Lan ngay lập tức được sáp nhập vào Đế chế, và tại trung tâm vùng lãnh thổ Ba Lan chiếm đóng Quốc xã thành lập nên Generalgouvernement. Hitler dự định sẽ sáp nhập đa phần những lãnh thổ trên vào với Đế chế.
Các chính phủ Đan Mạch, Na Uy (Reichskommissariat Norwegen), và Hà Lan (Reichskommissariat Niederlande) đặt dưới sự quản lý của thường dân, đa phần là dân địa phương.

### Sự thay đổi sau chiến tranh
Với Tuyên ngôn Berlin ban hành vào ngày 5 tháng 6 năm 1945 và sau này là sự thành lập của Hội đồng Kiểm soát Đồng Minh, bốn cường quốc Đồng Minh hàng đầu tạm thời đảm trách vai trò cai quản nước Đức. Tại Hội nghị Potsdam diễn ra vào tháng 8 năm 1945, phe Đồng Minh đã phân chia các vùng lãnh thổ chiếm đóng và đề ra mục tiêu Entnazifizierung (phi Quốc xã hóa, hay tiêu diệt và xóa bỏ hoàn toàn chủ nghĩa Quốc xã). Đức bị chia cắt thành bốn khu vực, mỗi khu vực sẽ do một quốc gia Đồng Minh chiếm đóng và họ sẽ thu lấy các khoản bồi thường thiệt hại từ khu vực của mình. Vì hầu hết các khu công nghiệp nằm ở vùng phía tây nên Liên Xô sẽ được chuyển cho khoản bồi thường bổ sung. Vào ngày 20 tháng 5 năm 1947 Hội đồng Kiểm soát Đồng Minh xóa bỏ sự tồn tại của Phổ. Nước Đức nhận được sự viện trợ bắt đầu là của Mỹ với Kế hoạch Marshall vào năm 1948. Giai đoạn chiếm đóng kết thúc vào năm 1949 với sự thành lập của Đông Đức và Tây Đức. Biên giới giữa Đức và Ba Lan hoàn thiện sau khi Hiệp ước Warsaw được ký vào năm 1970. Quãng thời gian bị chia cắt kéo dài đến năm 1990, thời điểm mà phe Đồng Minh từ bỏ mọi yêu sách về lãnh thổ của Đức với Hiệp ước 2 + 4 (hay Treaty on the Final Settlement With Respect to Germany, tạm dịch: Hiệp ước về Giải pháp Cuối cùng đối với nước Đức), theo đó Đức cũng từ bỏ các quyền đòi hỏi về lãnh thổ mà họ mất trong thế chiến thứ hai.

## Chính trị

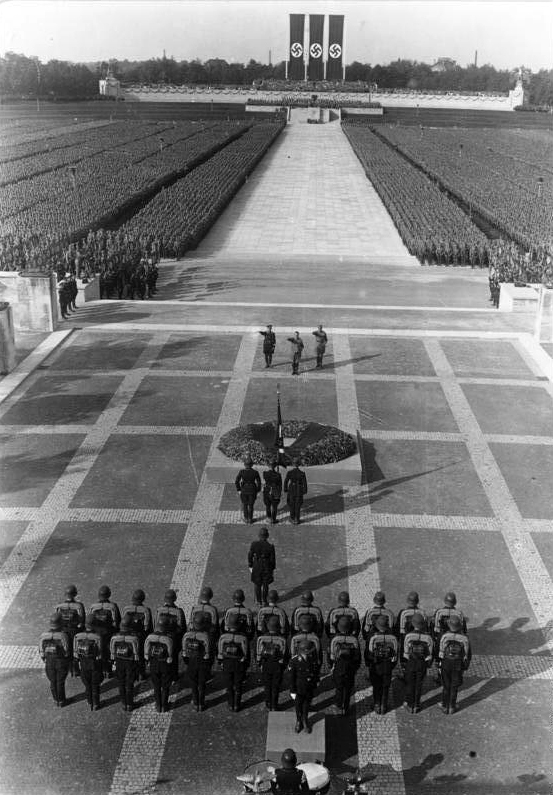
Heinrich Himmler, Hitler, và Viktor Lutze thực hiện kiểu chào Quốc xã tại Đại hội Nuremberg, tháng 9 năm 1934

### Ý thức hệ
Quốc xã là một đảng chính trị cực hữu hình thành trong giai đoạn tình hình kinh tế và xã hội có những biến đổi, hậu quả điển hình là sự khởi phát mạnh mẽ của cuộc Đại Suy thoái vào năm 1929. Trong quãng thời gian ở tù sau vụ Đảo chính nhà hàng bia thất bại năm 1923, Hitler đã viết một cuốn sách có tựa Mein Kampf, nội dung của nó trình bày về kế hoạch chuyển đổi xã hội Đức thành một xã hội căn cứ vào chủng tộc. Lý tưởng của chủ nghĩa Quốc xã quy tụ các yếu tố bài Do Thái, thanh lọc chủng tộc, thuyết ưu sinh, và kết hợp chúng với chủ nghĩa toàn Đức (pangermanismus) và chủ nghĩa bành trướng lãnh thổ với mục tiêu chiếm được nhiều Lebensraum (không gian sống) cho người dân tộc Đức. Chế độ Quốc xã nỗ lực chiếm đoạt những vùng lãnh thổ mới bằng việc tấn công Ba Lan và Liên Xô, cùng dự định tiếp theo đó là trục xuất hoặc tiêu diệt người Do Thái, người Slav sống ở những khu vực đó, những tộc người được xem là hạ đẳng so với chủng tộc thượng đẳng Aryan và là một phần của âm mưu Do Thái Bolshevik. Những đối tượng khác mà Quốc xã cho là Lebensunwertes Leben (không đáng sống, sống cũng như không) bao gồm những người khuyết tật về tinh thần và thể chất, người Di-gan, người đồng tính, tín hữu Nhân chứng Jehovah, và những người không phù hợp hay không thích nghi được với xã hội.
Dưới ảnh hưởng của phong trào Völkisch, chế độ Quốc xã chống lại chủ nghĩa hiện đại về văn hóa và ủng hộ phát triển quân sự mở rộng bằng trí thức. Nghệ thuật và tư duy sáng tạo bị dập tắt, trừ khi chúng có thể phục vụ như phương tiện tuyên truyền. Đảng Quốc xã sử dụng những biểu tượng như Blutfahne (cờ máu) và những lễ nghi như đại hội đảng để thúc đẩy sự đoàn kết và tính phổ biến của chế độ.

### Chính quyền
Một đạo luật ban hành vào ngày 30 tháng 1 năm 1934 đã xóa bỏ các quốc gia cấu thành (Länder) của Đức và thay mới chúng bằng các đơn vị hành chính của Đức Quốc Xã: Gaue, với vị trí đứng đầu thuộc về các lãnh đạo của đảng (Gauleiter), những người mà thực tế trở thành thống đốc các khu vực mà họ phụ trách. Sự thay đổi này không được thực thi một cách toàn bộ, bởi các Länder vẫn được dùng như đơn vị hành chính dành cho một số ban bộ chính phủ, như là bộ giáo dục. Điều này dẫn tới một bộ máy quan liêu hỗn độn, chồng chéo các quyền hạn và trách nhiệm, một nét đặc thù trong cơ cấu hành chính của chế độ Quốc xã.
Vào năm 1933, các công chức người Do Thái bị tước việc làm, trừ những người từng phục vụ cho quân đội trong thế chiến thứ nhất. Các đảng viên hoặc người ủng hộ đảng Quốc xã được bổ nhiệm thay thế vị trí của người Do Thái. Một đạo luật thông qua (Luật Chính quyền Địa phương Đế chế 1935) đã bãi bỏ những cuộc bầu cử cấp địa phương như một phần của phương pháp Gleichschaltung (chỉnh đốn, đồng bộ hóa, sắp xếp). Kể từ đó trở đi, chức danh tỉnh trưởng sẽ do Bộ trưởng Nội vụ bổ nhiệm.
Hitler cai trị nước Đức một cách độc đoán bằng việc xác nhận Führerprinzip (nguyên tắc lãnh đạo), theo đó kêu gọi sự phục tùng tuyệt đối của tất cả các cấp dưới quyền. Ông quan niệm cơ cấu chính quyền như một kim tự tháp, với bản thân mình là người lãnh đạo không thể sai lầm, đứng ở đỉnh. Những chức vụ, cấp bậc trong đảng không xác định theo cách bầu chọn mà bằng sự bổ nhiệm của những người ở vị thế cao hơn. Đảng Quốc xã đã sử dụng biện pháp tuyên truyền để tạo nên một sự sùng bái cá nhân đối với Hitler. Các nhà sử học như Kershaw nhấn mạnh về sự tác động từ những kỹ năng hùng biện của Hitler đến tâm lý. Kressel viết: "Tràn ngập;... người dân Đức nói cùng lời kêu gọi 'thôi miên' bí ẩn của Hitler". Roger Gill thì nhận xét: "Những bài phát biểu xúc cảm của Hitler đã chiếm được trái tim và tâm trí của rất nhiều người Đức: ông ta gần như đã thôi miên những thính giả của mình."
Tuy phải báo cáo thông tin đến Hitler và nghe theo đường lối của ông nhưng những quan chức hàng đầu cũng có quyền tự chủ đáng kể. Họ được dự kiến sẽ "làm việc hướng về lãnh tụ" để có được sự chủ động trong việc thúc đẩy các chính sách và hành động theo ý muốn của Hitler và mục tiêu của đảng mà không cần Hitler phải ngày nào cũng có mặt tham gia điều hành đất nước. Chính phủ không phải một cơ quan hợp tác, phối hợp, mà là một tập hợp vô tổ chức các bè phái dẫn đầu bởi các thành viên ưu tú của đảng; họ đấu tranh với nhau để giành quyền lực và nhằm chiếm được tình cảm của lãnh tụ. Phong cách lãnh đạo của Hitler là đưa ra những mệnh lệnh mâu thuẫn đến cấp dưới và đặt họ vào vị trí mà trách nhiệm và nghĩa vụ của người này chồng lấn lên người kia. Bằng cách đó ông đã nuôi dưỡng sự ngờ vực, cạnh tranh, đấu đá giữa những kẻ dưới quyền để củng cố và phát huy tối đa quyền lực của mình.

### Luật pháp

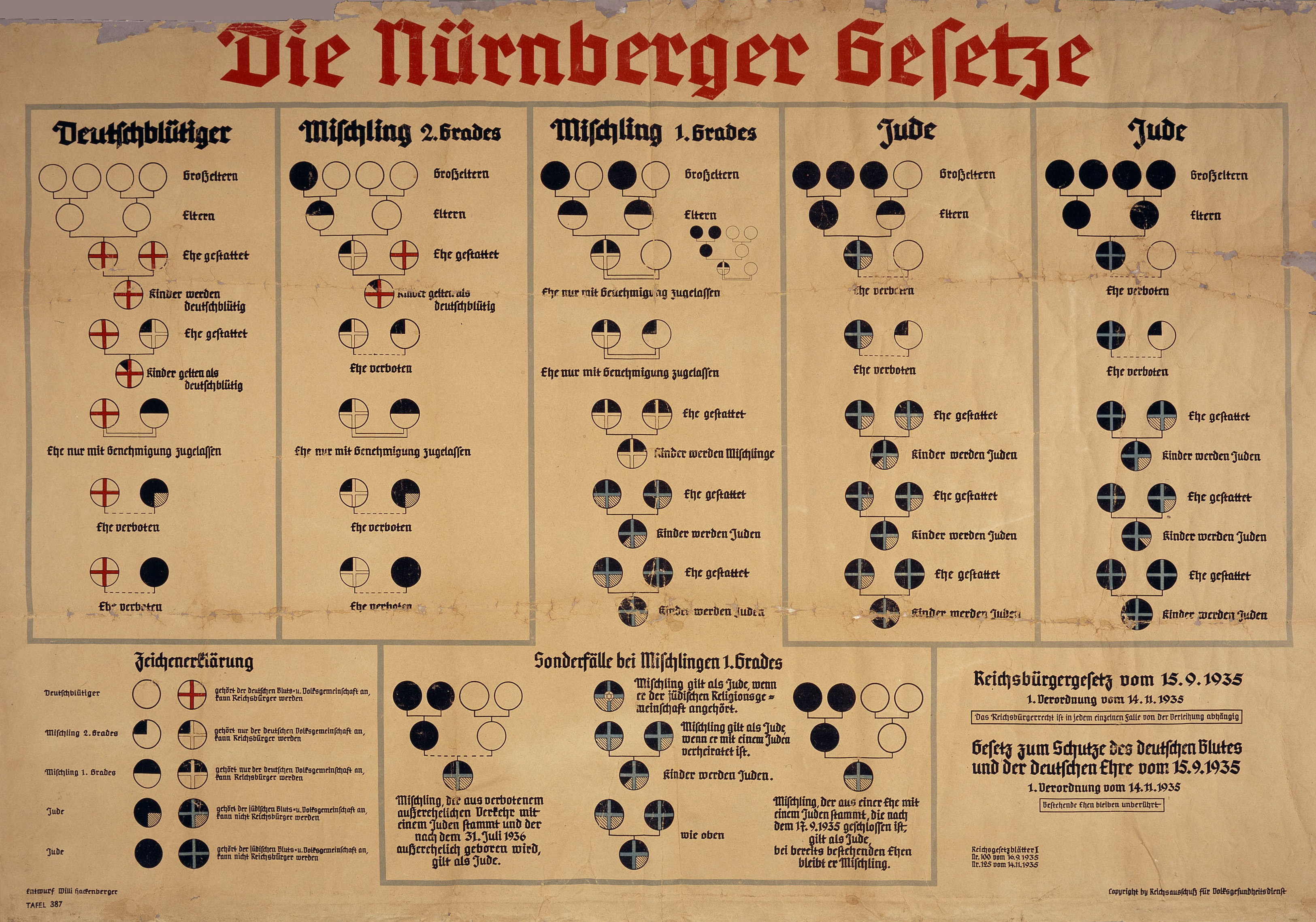
Biểu đồ trình bày cách thức phân loại chủng tộc ngụy khoa học được sử dụng trong những chính sách chủng tộc của Đức Quốc Xã

Vào ngày 20 tháng 8 năm 1934, các công chức bị yêu cầu phải thực hiện một lời tuyên thệ phục tùng Hitler vô điều kiện; vài tuần trước đó, các quân nhân cũng bị yêu cầu phải thực hiện lời thề tương tự. Phép tắc này trở thành nền tảng của Führerprinzip, theo đó lời nói của Hitler xếp trên mọi luật lệ. Bất kỳ hành vi nào mà đã được Hitler phê chuẩn, kể cả tàn sát, thì đều là hợp pháp. Tất cả các nghị định và luật do những bộ trưởng nội các đề xuất đều phải có được sự chấp thuận từ văn phòng của Deputy Führer (phó lãnh tụ) Rudolf Hess, người đồng thời có quyền xem xét những sự bổ nhiệm trong các cơ quan chính phủ hàng đầu (không kể quân đội).
Hầu hết các bộ luật phù hợp và hệ thống tư pháp của Cộng hòa Weimar được giữ lại sử dụng trong và sau thời Quốc xã để đối phó với những loại tội phạm phi chính trị. Các tòa án ban bố và thi hành nhiều bản án tử hình hơn hẳn so với giai đoạn trước khi Quốc xã lên nắm quyền. Những người bị kết án phạm tội ba lần trở lên, kể cả tội nhỏ, đều có thể bị coi là những tên tội phạm thường xuyên và bị bỏ tù vô thời hạn. Gái mại dâm và những kẻ móc túi được đánh giá là tội phạm và là một mối đe dọa đến cộng đồng sắc tộc. Hàng ngàn người đã bị bắt và giam giữ vô thời hạn mà không cần phải qua xét xử.
Mặc dù những tòa án thông thường có xử lý các trường hợp về chính trị và thậm chí ban hành án tử hình cho những trường hợp đó, nhưng vào năm 1934, một loại tòa án mới được thành lập, Volksgerichtshof (Tòa án Nhân dân), để giải quyết những vụ việc quan trọng về chính trị. Từ đó cho đến khi giải thể vào năm 1945, tòa án này đã đưa ra 5.000 án tử hình. Hình phạt này dành cho những loại tội danh như là đi theo Cộng sản, in tờ rơi xúi giục nổi loạn, hoặc thậm chí đem Hitler và các lãnh đạo đảng hàng đầu ra làm trò đùa. Quốc xã áp dụng ba phương pháp tử hình: treo cổ, chém đầu, và xử bắn. Gestapo phụ trách việc điều tra, giám sát để buộc người dân phải tuân theo tư tưởng của đảng. Tổ chức này còn xác định và bắt giam những tội phạm chính trị, người Do Thái, và những đối tượng không mong muốn khác. Tội phạm chính trị vừa được ra khỏi tù thường sẽ ngay lập tức bị Gestapo bắt lại và giam hãm trong trại tập trung.
Vào tháng 9 năm 1935, các đạo luật Nuremberg được ban hành. Những luật này ban đầu có nội dung ngăn cấm việc quan hệ tình dục và kết hôn giữa người Aryan và người Do Thái, sau đó mở rộng thêm các đối tượng "người Di-gan, người da đen và con ngoài giá thú của họ". Luật này còn ngăn cấm việc thuê phụ nữ Đức dưới 45 tuổi vào làm người hầu trong các gia đình Do Thái. Luật tư cách công dân Đế chế tuyên bố rằng chỉ có "người Đức hoặc dòng dõi liên quan" mới đủ điều kiện làm công dân. Cùng thời điểm, những người Quốc xã đã dùng biện pháp tuyên truyền để truyền bá quan niệm Rassenschande (ô uế chủng tộc), qua đó biện minh cho sự cần thiết phải có một đạo luật có tính năng hạn chế. Do vậy, người Do Thái và những người không thuộc dòng dõi Aryan đều bị tước quyền công dân Đức. Nội dung của luật cũng cho phép Quốc xã bác bỏ quyền công dân của bất kỳ ai không ủng hộ chế độ nhiệt thành. Một nghị định bổ sung vào tháng 11 định nghĩa người Do Thái là bất kỳ ai có ba ông bà là người Do Thái, hoặc hai ông bà và theo đức tin Do Thái.

### Lực lượng quân sự và bán quân sự

#### Wehrmacht

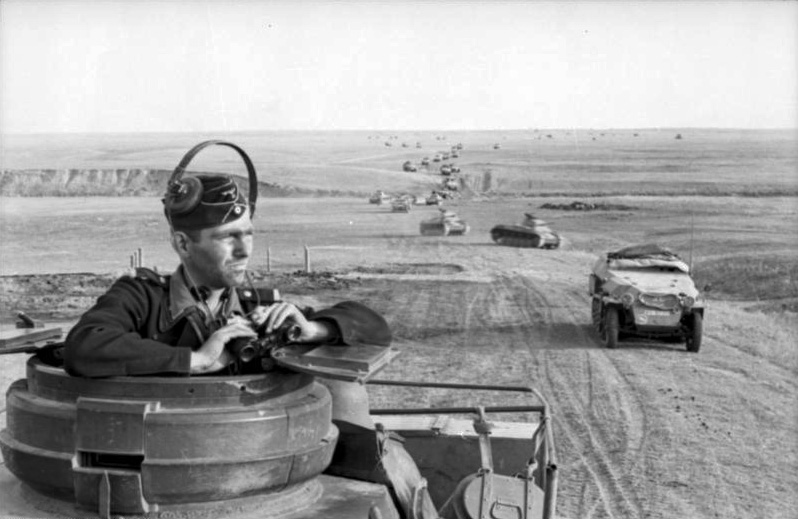
Xe tăng và các loại xe bọc thép khác của Panzerwaffe gần Stalingrad, 1942

Lực lượng vũ trang thống nhất của Đức từ năm 1935 đến 1945 được gọi là Wehrmacht, bao gồm Heer (Lục quân), Kriegsmarine (Hải quân), và Luftwaffe (Không quân). Từ ngày 2 tháng 8 năm 1934, các thành viên của lực lượng vũ trang bị yêu cầu phải thực hiện một lời tuyên thệ phục tùng vô điều kiện đối với cá nhân Hitler. Trái ngược với lời tuyên thệ trước, trong đó yêu cầu phải trung thành với hiến pháp của đất nước và những cơ sở hợp pháp, lời tuyên thệ mới đòi hỏi quân nhân phải tuân theo Hitler kể cả khi nhận được lệnh làm điều gì đó phi pháp. Hitler ra lệnh quân đội phải làm ngơ hoặc thậm chí hỗ trợ hậu cần cho Einsatzgruppen — những toán quân tử thần di động chịu trách nhiệm cho hàng triệu cái chết ở Đông Âu — khi có thể. Các thành viên của Wehrmacht cũng tham gia trực tiếp vào cuộc diệt chủng Holocaust với việc bắn chết dân thường hoặc thực hiện những tội ác diệt chủng dưới vỏ bọc các chiến dịch chống du kích, kháng chiến. Kẻ địch bên kia là người Do Thái, những kẻ đầu sỏ của cuộc đấu tranh kháng chiến, và do vậy cần phải bị tiêu diệt. Vào ngày 8 tháng 7 năm 1941, Heydrich thông báo tất cả người Do Thái đều được xem là những kẻ chống đối thuộc phe kháng chiến và ra lệnh hành quyết bằng súng tất cả nam giới Do Thái tuổi từ 15 đến 45.
Bất chấp những nỗ lực chuẩn bị về quân sự, nền kinh tế có thể sẽ không duy trì hỗ trợ được cho một cuộc chiến tranh kéo dài tiêu hao như điều từng xảy ra trong thế chiến thứ nhất. Bởi vậy, một chiến lược được phát triển dựa trên chiến thuật Blitzkrieg (chiến tranh chớp nhoáng), đòi hỏi tiến hành các cuộc tấn công phối hợp mạnh mẽ và tránh đụng phải những điểm mạnh của đối phương. Khởi đầu là pháo binh bắn phá, tiếp đến là ném bom và oanh tạc, sau đó xe tăng tham chiến và cuối cùng bộ binh sẽ di chuyển an toàn vào những vùng đất đã kiểm soát được. Những chiến thắng tiếp tục đến với Quốc xã cho tới giữa năm 1940, và việc không thể đánh bại Anh là một bước ngoặt lớn đầu tiên của cuộc chiến. Quyết định tấn công Liên Xô và thất bại quyết định ở Stalingrad dẫn tới sự thoái lui của quân đội Đức và cuối cùng là kết cục bại trận. Tổng số binh sĩ phục vụ cho Wehrmacht từ 1935 đến 1945 là khoảng 18,2 triệu; và 5,3 triệu trong số đó đã tử trận.

#### SA và SS
Sturmabteilung (SA; Biệt đội Bão táp; Quân áo nâu) thành lập vào năm 1921 là lực lượng bán quân sự đầu tiên của đảng Quốc xã. Nhiệm vụ ban đầu của SA là bảo vệ những lãnh đạo đảng tại những kỳ hội họp và đại hội. Tố chức này cũng tham gia vào các cuộc bạo động đường phố chống lại lực lượng của các đảng chính trị đối lập, đồng thời thực thi các hành động bạo lực chống lại người Do Thái và những đối tượng khác. Đến năm 1934, dưới sự lãnh đạo của Ernst Röhm, SA đã có hơn nửa triệu thành viên, 4,5 triệu bao gồm cả quân dự bị, tại thời điểm mà quân đội chính quy vẫn bị hạn chế ở con số 100.000 theo Hòa ước Versailles.
Röhm kỳ vọng có được chức tư lệnh quân đội và sáp nhập nó vào hàng ngũ cấp bậc của SA. Tổng thống Hindenburg và Bộ trưởng Quốc phòng Werner von Blomberg đe dọa sẽ áp đặt tình trạng thiết quân luật nếu các hành vi đáng báo động của SA không giảm bớt. Trong khi đó, Hitler cũng ngờ vực rằng Röhm đang có âm mưu lật đổ mình, nên ông đã ra lệnh trừ khử Röhm và những kẻ thù chính trị khác. Trong quãng thời gian từ ngày 30 tháng 6 đến 2 tháng 7 năm 1934 đã có khoảng 200 người bị giết trong một sự kiện được biết đến với tên gọi Đêm của những con dao dài. Sau cuộc thanh trừng này, SA đã không còn là một thế lực lớn nữa.

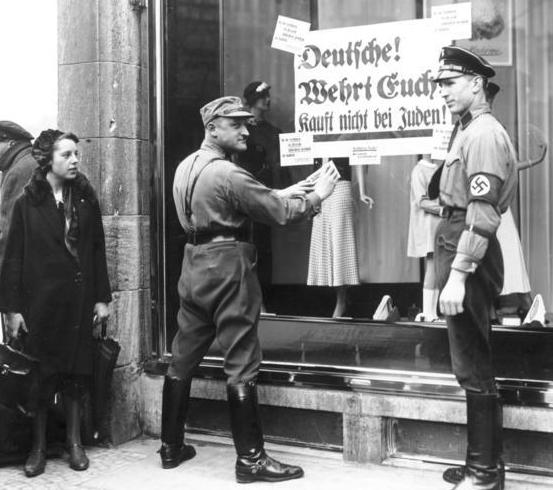
Các thành viên SA tiến hành hoạt động tẩy chay cửa hàng của người Do Thái, 1 tháng 4 năm 1933

Từ một đơn vị nhỏ với số lượng thành viên ít ỏi đặt dưới sự bảo trợ của SA ban đầu, Schutzstaffel (SS) đã phát triển thành một trong những lực lượng lớn và hùng mạnh bậc nhất tại Đức Quốc Xã. Dưới sự lãnh đạo của Reichsführer-SS (Thống chế SS) Heinrich Himmler từ năm 1929, đến năm 1938 SS đã có hơn 250.000 thành viên và tiếp tục lớn mạnh. Himmler hình dung SS sẽ trở thành một đội quân cận vệ ưu tú, hàng ngũ bảo vệ sau cùng của Hitler. Chi nhánh quân sự của SS, Waffen-SS, trên thực tế đã trở thành nhánh thứ tư của Wehrmacht.
Vào năm 1931 Himmler thiết lập cơ quan tình báo của SS được biết đến như Sicherheitsdienst (SD; Cơ quan An ninh) và giao quyền kiểm soát nó cho phụ tá của mình, Obergruppenführer-SS (Đại tướng SS) Reinhard Heydrich. Nhiệm vụ của tổ chức này là xác định và bắt giam những người Cộng sản và kẻ thù chính trị khác. Himmler kỳ vọng SD sau này sẽ thay thế hoàn toàn hệ thống cảnh sát hiện tại. Ngoài ra Himmler cũng thiết lập bước đầu một nền kinh tế song song đặt dưới sự bảo trợ của Cơ quan Chỉ huy Hành chính và Kinh tế SS. Công ty cổ phần mẹ này sở hữu các tập đoàn nhà đất, nhà máy và các nhà xuất bản.
Kể từ năm 1935 trở về sau SS can dự sâu sắc đến hoạt động khủng bố, vây bắt dồn người Do Thái vào trong các khu Do Thái và các trại tập trung. Với sự bùng nổ của Thế chiến thứ hai, các đơn vị SS được gọi là Einsatzgruppen đã theo chân quân đội tiến vào Ba Lan, Liên Xô và tàn sát hơn hai triệu người, bao gồm cả 1,3 triệu người Do Thái, trong giai đoạn 1941 đến 1945. Lực lượng SS-Totenkopfverbände (đơn vị đầu lâu) phụ trách quản lý các khu trại tập trung và trại hủy diệt, những địa điểm mà đã có hàng triệu người Do Thái bị sát hại.

## Kinh tế

### Nền kinh tế Đế chế
Vấn đề kinh tế cấp bách nhất mà những người Quốc xã phải đối mặt ban đầu đó là mức 30% tỉ lệ thất nghiệp trên toàn quốc. Vào tháng 5 năm 1933, Chủ tịch Reichsbank (ngân hàng trung ương) và Bộ trưởng Kinh tế, Tiến sĩ kinh tế Hjalmar Schacht sáng lập ra một đề án tài trợ thâm hụt. Các dự án vốn được thanh toán với việc phát hành lệnh phiếu gọi là Mefo bill. Reichsbank in tiền để thanh toán khi phiếu được trình bày. Trong khi nợ quốc gia đã tăng vọt, Hitler cùng với đội ngũ kinh tế của ông kỳ vọng quá trình mở rộng lãnh thổ sắp tới sẽ giúp cung cấp nguồn lực để trả nợ. Dưới sự quản lý của Schacht, tỉ lệ thất nghiệp đã giảm xuống rất nhanh; nhanh hơn bất kỳ nước nào khác trong cuộc Đại Suy thoái.
Vào ngày 17 tháng 10 năm 1933, người đi tiên phong trong lĩnh vực hàng không Hugo Junkers, chủ sở hữu của Xưởng máy bay Junkers, bị bắt. Trong vòng vài ngày công ty của ông đã bị chính quyền chiếm đoạt. Dưới sự chỉ đạo của Bộ trưởng Hàng không Göring, sản lượng máy bay ngay lập tức tăng mạnh trên toàn ngành công nghiệp. Từ một lực lượng lao động 3.200 người chỉ tạo ra được 100 chiếc mỗi năm vào năm 1932, chưa đầy 10 năm sau ngành công nghiệp này đã tăng trưởng với khoảng 250.000 lao động sản xuất ra hơn 10.000 máy bay tiên tiến về mặt kỹ thuật mỗi năm.

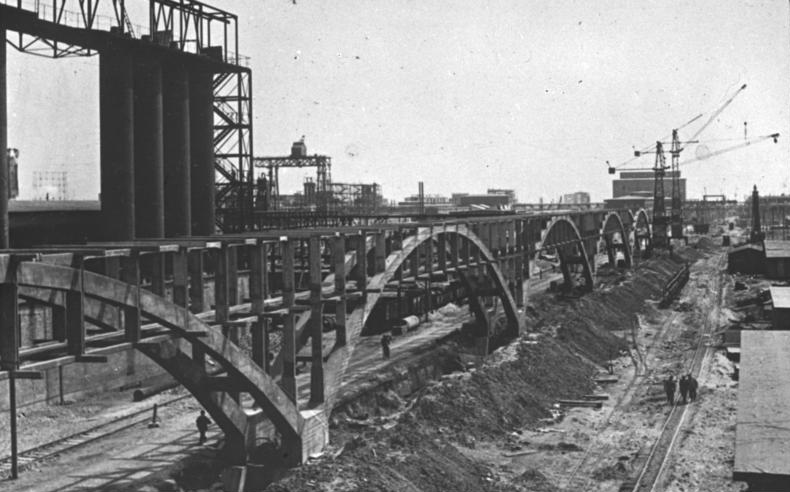
Nhà máy dầu tổng hợp IG Farben đang được thi công tại Buna Werke (1941). Nhà máy này là một phần trong khu tổ hợp tại trại tập trung Auschwitz.

Một bộ máy quan liêu tỉ mỉ được tạo ra để điều tiết hoạt động nhập khẩu nguyên liệu thô và thành phẩm với ý định loại bỏ đối thủ cạnh tranh nước ngoài tại thị trường Đức và củng cố cán cân thanh toán quốc gia. Những người Quốc xã khuyến khích phát triển thay thế phương pháp tổng hợp các nguyên liệu như dầu mỏ và nguyên liệu dệt. Khi mà thị trường ở trong tình trạng thừa thãi sản phẩm và giá cả xăng dầu ở mức thấp, vào năm 1933 chính quyền tiến hành một thỏa thuận phân chia lợi nhuận với IG Farben, bảo đảm cho họ mức 5% trong số vốn đầu tư tại nhà máy dầu tổng hợp ở Leuna. Bất kỳ lợi nhuận vượt quá mức trên sẽ phải chuyển lại cho nhà nước. Đến năm 1936, Farben đã hối hận với thỏa thuận này, bởi khoản lợi nhuận vượt mức sản sinh ra khi đó đã phải trao lại cho chính phủ.
Các dự án công trình công cộng lớn được tài trợ nhờ chính sách vay nước ngoài bao gồm công trình mạng lưới Autobahns (đường cao tốc), bên cạnh đó nhà nước còn cung cấp nguồn kinh phí cho các chương trình do chính quyền cũ khởi xướng là cải cách nông nghiệp và nhà ở. Để kích thích ngành công nghiệp xây dựng, tín dụng được cung cấp cho các doanh nghiệp tư nhân và những khoản trợ cấp được dành sẵn cho việc mua nhà và sửa chữa. Các cặp đôi trẻ người Aryan có dự định kết hôn có thể nhận một khoản vay lên tới 1.000 Reichsmark với điều kiện người vợ sẽ ra khỏi lực lượng lao động. Số tiền phải trả sẽ được giảm xuống 25% cho mỗi đứa con họ sinh ra. Đến năm 1937, những thông báo về việc phụ nữ phải duy trì tình trạng thất nghiệp đã bị rút lại do thiếu hụt lao động có tay nghề.

Autobahn, cuối thập niên 1930

Hitler mường tượng việc sở hữu xe hơi phổ biến là một phần của nước Đức mới. Ông lựa chọn nhà thiết kế Ferdinand Porsche để phác thảo lên những kế hoạch cho KdF-wagen (Kraft durch Freude wagen, xe KdF), dự định nó sẽ là loại ô tô mà mọi công dân Đức đều có thể sở hữu. Một nguyên mẫu đã được trưng bày tại Triển lãm Ô tô Quốc tế ở Berlin vào ngày 17 tháng 2 năm 1939. Tuy nhiên với sự bùng nổ của Thế chiến thứ hai, nhà máy đã chuyển sang sản xuất các loại xe quân sự. Không có mẫu nào được bán ra cho đến thời điểm sau chiến tranh, khi đó chiếc xe đã được đổi tên thành Volkswagen (xe của nhân dân).
Vào thời điểm Quốc xã lên nắm quyền năm 1933, nước Đức có sáu triệu người thất nghiệp, thì đến năm 1937 con số này giảm xuống chỉ còn dưới một triệu. Kết quả này một phần là nhờ việc khai trừ nữ giới ra khỏi lực lượng lao động. Mức lương thực tế năm 1938 đã giảm 25% so với năm 1933. Các công đoàn bị giải thể vào tháng 5 năm 1933 với việc Quốc xã chiếm đoạt nguồn tài chính và bắt giữ những lãnh đạo của các công đoàn Dân chủ Xã hội. Một tổ chức mới gọi là Mặt trận Lao động Đức (DAF) được sáng lập và đặt dưới sự kiểm soát của công chức đảng Quốc xã Robert Ley. Số giờ lao động trung bình của người Đức đã tăng từ 43 giờ/tuần năm 1933 lên 47 giờ/tuần năm 1939.
Sang đầu năm 1934, Quốc xã từ việc hỗ trợ các kế hoạch tạo ra việc làm đã đổi hướng chú trọng đến hoạt động tái vũ trang. Đến năm 1935, chi phí quân sự đã chiếm tới 73% khoản chi của chính phủ về hàng hóa và dịch vụ. Vào ngày 18 tháng 10 năm 1936 Hitler bổ nhiệm Göring làm Toàn quyền Kế hoạch bốn năm với dự định tăng tốc chương trình tái vũ trang. Bên cạnh việc kêu gọi đẩy nhanh tiến độ thi công các nhà máy thép, nhà máy cao su tổng hợp và các nhà máy khác, Göring còn thiết lập kiểm soát giá cả và tiền lương và hạn chế việc phát hành cổ tức. Các khoản chi lớn được đầu tư cho hoạt động tái vũ trang bất chấp mức thâm hụt ngày càng tăng. Với sự ra đời của luật nghĩa vụ quân sự bắt buộc vào năm 1935, Reichswehr vốn bị giới hạn quân số ở ngưỡng 100.000 bởi những điều khoản của Hòa ước Versailles đã phát triển lên đến 750.000 lính tại ngũ cùng với một triệu quân dự bị ở thời điểm khởi phát Thế chiến thứ hai. Tới tháng 1 năm 1939, số người thất nghiệp đã giảm xuống còn 301.800; và đến tháng chín con số này chỉ còn là 77.500.

### Kinh tế thời chiến và lao động khổ sai

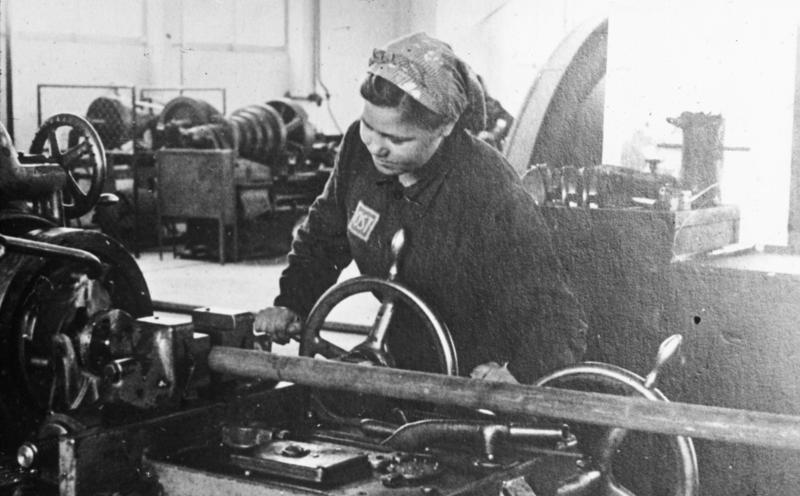
Phụ nữ với phù hiệu OST-Arbeiter làm việc tại nhà máy IG Farben trong trại tập trung Auschwitz

Kinh tế chiến tranh của Đức Quốc Xã là kiểu kinh tế hỗn hợp, có sự kết hợp giữa thị trường tự do và kế hoạch hóa tập trung; nhà sử học Richard Overy đã mô tả nó giống như nằm ở đâu đó giữa kinh tế chỉ huy của Liên Xô và hệ thống tư bản của Hoa Kỳ.
Vào năm 1942, Hitler bổ nhiệm Albert Speer lên làm Bộ trưởng Vũ trang thay cho người tiền nhiệm Fritz Todt vừa qua đời. Speer đã cải thiện tình hình sản xuất thông qua việc tổ chức sắp xếp một cách hợp lý, hợp lý hóa phương pháp sản xuất, các loại máy móc chỉ dùng cho một mục đích và được vận hành bởi những lao động phổ thông không chuyên môn, và sự phối hợp tốt hơn giữa nhiều hãng và công ty khác nhau đã tạo ra hàng chục ngàn bộ phận sản phẩm. Các nhà máy được di dời xa khỏi những bãi đường sắt, địa điểm là mục tiêu bị ném bom. Đến năm 1944, chiến tranh đã làm tiêu tốn 75% tổng sản phẩm quốc nội của Đức, trong khi đó con số này đối với Liên Xô là 60% còn Anh là 55%.
Kinh tế thời chiến dựa chủ yếu vào lực lượng lao động khổ sai trên quy mô lớn. Quốc xã đã nhập khẩu và bắt khoảng 12 triệu người từ 20 quốc gia châu Âu làm nô lệ làm việc trong các nhà máy và trên các nông trường; xấp xỉ 75% trong số đó là tới từ Đông Âu. Rất nhiều người đã là nạn nhân của những đợt ném bom từ quân Đồng Minh, bởi họ ít nhận được sự bảo vệ. Điều kiện sống nghèo nàn dẫn tới tỉ lệ ốm đau, thương tật và tử vong cao, cùng với đó là hành động phá hoại và phạm tội.
Những lao động nước ngoài bị đưa đến Đức được phân làm bốn loại: lao động tạm thời, tù binh quân sự, lao động thường dân, và lao động Đông Âu. Đối với từng loại có các quy định khác nhau được đặt ra cho người lao động. Quốc xã đã ban hành lệnh cấm các mối quan hệ về thể xác giữa lao động là người Đức và lao động nước ngoài.
Vai trò của nữ giới ngày một lớn hơn. Đến năm 1944 đã có hơn nửa triệu người phục vụ như đội quân phụ trong lực lượng vũ trang Đức, đặc biệt là trong các đơn vị chống máy bay của Luftwaffe; nửa triệu người làm việc trong hệ thống phòng không dân sự; và 400.000 người làm y tá tình nguyện. Họ còn thay thế nam giới trong nền kinh tế thời chiến, đặc biệt trên các nông trường và trong các cửa hàng tư nhỏ.
Trong giai đoạn sau của cuộc chiến, phe Đồng Minh đã tiến hành ném bom chiến lược hết sức dữ dội nhằm vào các nhà máy tinh chế sản xuất ra dầu và xăng, cũng như hệ thống giao thông vận tải của Đức, đặc biệt là các bãi đường ray và kênh đào. Đến tháng 9 năm 1944, ngành công nghiệp vũ khí bắt đầu lụi tàn. Hai tháng sau, sản lượng than nhiên liệu không còn đáp ứng được mục tiêu đề ra, và việc sản xuất vũ khí mới không còn có thể thực hiện. Theo sử gia Overy, việc bị quân Đồng Minh ném bom đã làm cho nền kinh tế Đức bị kéo căng, buộc nó phải chuyển một phần tư số nhân lực và công nghệ sang phục vụ cho công tác phòng không, điều này rất có thể đã rút ngắn cuộc chiến.

## Chính sách chủng tộc
Phân biệt chủng tộc và bài Do Thái là những giáo lý cơ bản của chế độ Quốc xã. Chính sách chủng tộc của Đức Quốc Xã dựa trên niềm tin của họ về sự hiện hữu của một chủng tộc thượng đẳng ưu việt. Những người Quốc xã mặc nhiên công nhận sự tồn tại của cuộc xung đột giữa chủng tộc Aryan thượng đẳng và những chủng tộc hạ đẳng, đặc biệt là người Do Thái, chủng tộc được cho là hỗn tạp đã thâm nhập vào xã hội và bóc lột cũng như đàn áp chủng tộc Aryan.

### Khủng bố người Do Thái
Ngay lập tức sau khi Quốc xã lên nắm quyền, người Do Thái đã bị phân biệt đối xử, tiếp đến là một loạt vụ tấn công của SA nhằm vào các cửa hàng, giáo đường, và những người làm việc trong ngành pháp lý kéo dài một tháng. Vào ngày 1 tháng 4 năm 1933 Hitler tuyên bố tẩy chay các hoạt động kinh doanh của người Do Thái trên toàn quốc. Một đạo luật (Gesetz zur Wiederherstellung des Berufsbeamtentums, trực dịch: Luật vì sự phục hồi của ngành dân chính chuyên nghiệp) thông qua vào ngày 7 tháng 4 đã buộc tất cả những công chức không là người Aryan phải rời bỏ khỏi ngành pháp lý và dân chính. Sau đó là một luật tương tự tước bỏ quyền hành nghề của người Do Thái đối với những loại nghề nghiệp khác. Vào ngày 11 tháng 4 một nghị định được ban hành trong đó tuyên bố rằng bất kỳ ai có một trong bốn người: cha, mẹ, ông, bà là người Do Thái thì sẽ không thuộc chủng tộc Aryan. Như là một phần của xu thế loại bỏ yếu tố Do Thái ra khỏi đời sống văn hóa, các thành viên của NSGSL (Liên đoàn Sinh viên Quốc gia Xã hội chủ nghĩa) đã vứt bỏ khỏi các thư viện bất kỳ cuốn sách nào được xem là không phù hợp, tiếp theo là một đợt đốt sách trên phạm vi toàn quốc diễn ra vào ngày 10 tháng 5.
Quốc xã đã sử dụng bạo lực và áp lực kinh tế để ép buộc người Do Thái rời khỏi đất nước. Hoạt động kinh doanh của người Do Thái bị cách ly khỏi thị trường, quảng cáo trên báo bị cấm, và họ không được phép quan hệ với chính phủ. Cùng với đó người Do Thái còn phải chịu đựng sự quấy nhiễu và những cuộc tấn công bạo lực. Nhiều khu vực đã đăng biển cấm không cho người Do Thái bước vào.

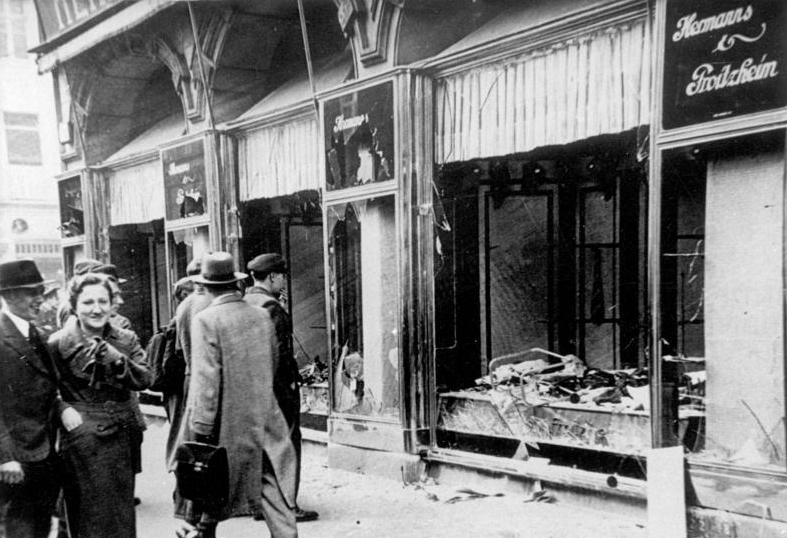
Thiệt hại sau sự kiện Kristallnacht (Đêm thủy tinh vỡ), 9 tháng 11 năm 1938

Vào tháng 11 năm 1938, một người Do Thái trẻ có tên Herschel Grynszpan đề nghị thực hiện một cuộc phỏng vấn với đại sứ Đức ở Paris. Grynszpan gặp và bắn chết một nhân viên của tòa đại sứ, nhà ngoại giao Ernst vom Rath. Sự kiện này đã cho đảng Quốc xã cái cớ để tiến hành một cuộc nổi loạn kích động chống lại người Do Thái vào ngày 9 tháng 11 năm 1938. Các thành viên SA đã đập phá giáo đường và tài sản của người Do Thái trên khắp nước Đức. Ít nhất 91 người Do Thái Đức bị giết trong cuộc bạo động mà sau này được gọi là Kristallnacht (Đêm thủy tinh vỡ). Trong những tháng tiếp theo, chính quyền tiếp tục áp đặt thêm những lệnh trừng phạt đối với người Do Thái, họ bị cấm sở hữu doanh nghiệp hoặc làm việc trong các cửa hàng bán lẻ, không được phép lái xe, đi xem phim, đến thư viện, hay sở hữu vũ khí. Học sinh Do Thái bị đuổi khỏi trường. Cộng đồng người Do Thái bị phạt một triệu mark tiền thanh toán thiệt hại gây ra từ vụ Kristallnacht và bất kỳ khoản tiền nào trả bằng bảo hiểm sẽ bị tịch thu. Đến năm 1939 khoảng 250.000 trong số 437.000 người Do Thái tại Đức đã di cư đến Mỹ, Argentina, Anh, Palestine, và một số nước khác. Nhiều người chọn ở lại lục địa châu Âu. Những người di cư đến Palestine được phép mang theo tài sản dưới các điều khoản của Hiệp ước Haavara, còn đối với các quốc gia khác, họ phải để lại gần như toàn bộ tài sản và chính quyền sẽ chiếm đoạt số tài sản đó.

### Người Di-gan và các nhóm đối tượng khác
Cũng như người Do Thái, người Di-gan đã phải chịu sự khủng bố từ những ngày đầu khi Quốc xã lên nắm quyền. Do không thuộc chủng tộc Aryan, họ bị cấm kết hôn với người thuộc dòng dõi Đức. Bắt đầu từ năm 1935, một số lượng lớn người Di-gan đã bị chuyển đến và sát hại trong các trại tập trung. Quốc xã cho triển khai Aktion T4 (Hành động T4), một chương trình giết người có hệ thống nhằm vào những đối tượng khuyết tật về tinh thần và thể chất, bao gồm những bệnh nhân trong bệnh viện tâm thần. Chương trình được tiến hành chủ yếu trong giai đoạn 1939 đến 1941 tuy nhiên nó vẫn tiếp tục cho đến khi chiến tranh kết thúc. Ban đầu, phương pháp xử lý là dùng súng bắn, đến cuối năm 1941 các phòng hơi ngạt được đưa vào sử dụng. Dưới các điều khoản của một đạo luật ban hành vào ngày 14 tháng 7 năm 1933, chế độ Quốc xã đã tiến hành triệt sản ép buộc đối với hơn 400.000 cá nhân bị gán cho là có khuyết tật về mặt di truyền. Hơn một nửa trong số những người này bị cho là thiếu hụt về trí óc, trong đó bao gồm không chỉ những người đạt điểm số thấp trong các bài kiểm tra trí tuệ, mà còn những người lệch chuẩn mong đợi về tính tiết kiệm, hành vi tình dục, và tình trạng sạch sẽ. Những người ốm yếu về tinh thần và thể trạng cũng là mục tiêu của Quốc xã. Đa phần nạn nhân đến từ các nhóm thành phần thua thiệt trong xã hội như gái mại dâm, người nghèo, người vô gia cư, và tội phạm. Ngoài ra còn có các nhóm đối tượng khác cũng phải chịu sự khủng bố và tàn sát đó là tín hữu Nhân chứng Jehovah, người đồng tính, người không thích nghi được với xã hội, các địch thủ chính trị và tôn giáo.

### Cuộc tàn sát chủng tộc
Căn nguyên cuộc chiến của Đức Quốc Xã ở phía đông đến từ quan điểm đã có từ lâu của Hitler rằng người Do Thái là kẻ thù lớn nhất của dân tộc Đức, và để đáp ứng một thứ khác mà ông ta mong muốn đó là Lebensraum (không gian sống). Hitler tập trung sự chú ý vào Đông Âu, nhắm đến mục tiêu đánh bại Ba Lan, Liên Xô, kèm theo đó là xua đuổi hoặc tiêu diệt người Do Thái và người Slav sống ở những khu vực này. Sau khi chiếm được Ba Lan, Quốc xã dồn vây tất cả người Do Thái tại vùng lãnh thổ Generalgouvernement vào trong các khu Do Thái và buộc những người có sức khỏe phải đi lao động. Vào năm 1941, Hitler quyết định hủy diệt hoàn toàn dân tộc Ba Lan. Ông lên kế hoạch trong vòng từ 10 đến 20 năm vùng lãnh thổ Ba Lan do Đức chiếm đóng sẽ sạch bóng sắc tộc Ba Lan và người Đức sẽ tới định cư thay thế. Khoảng 3,8 đến 4 triệu người Ba Lan sẽ được giữ lại làm nô lệ, đây là một phần trong lực lượng lao động 14 triệu người mà Quốc xã dự định tạo nên từ công dân của các quốc gia bị chinh phục ở phía đông.

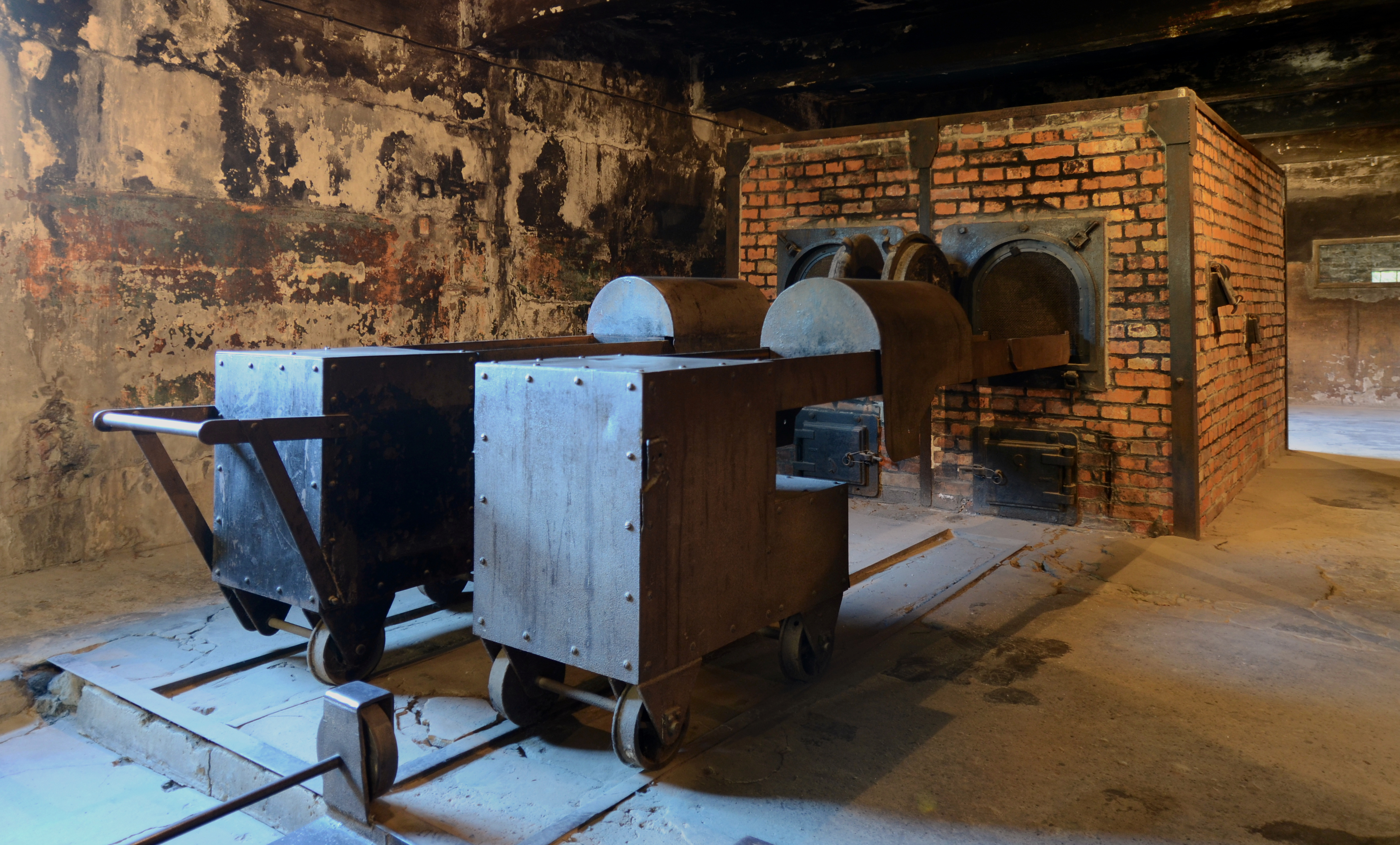
Lò thiêu tại Auschwitz I

Quốc xã đề ra Generalplan Ost (Kế hoạch Tổng thể cho phía Đông) với mục tiêu trục xuất cư dân Đông Âu (ở những khu vực chiếm đóng) và Liên Xô đến Siberia để tàn sát hoặc sử dụng làm lao động nô lệ. Nhằm xác định đối tượng tiêu diệt, Himmler thành lập nên Volksliste, một hệ thống phân loại người được xem là có dòng dõi Đức. Himmler ra lệnh những người gốc Đức nào từ chối gia nhập nhóm sắc tộc Đức sẽ bị trục xuất đến các trại tập trung hoặc bị bắt làm lao động khổ sai, và con của họ sẽ bị lấy đi. Kế hoạch này còn bao gồm việc bắt cóc những đứa trẻ có các đặc điểm Aryan-Bắc Âu, đối tượng được cho là có gốc Đức. Quốc xã định triển khai Generalplan Ost sau khi chinh phục được Liên Xô, nhưng khi mà điều này không thể thực hiện, Hitler đã nghĩ đến những giải pháp khác. Một gợi ý là tiến hành trục xuất trên quy mô lớn người Do Thái đến Ba Lan, Palestine, hoặc Madagasca.

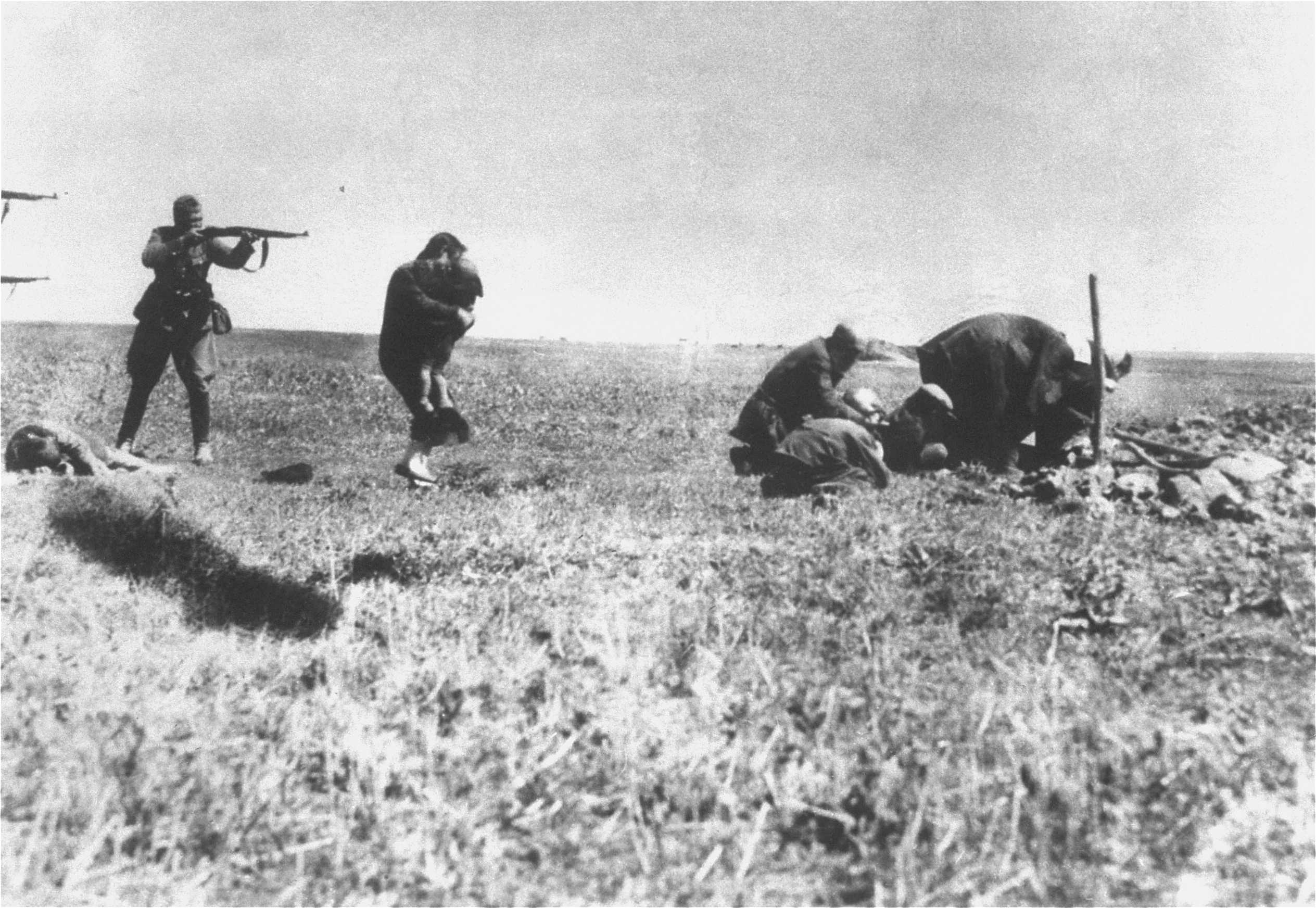
Một phụ nữ Do Thái dùng thân mình để bảo vệ đứa trẻ trước họng súng của lính Einsatzgruppen, Ukraina, 1942

Vào khoảng thời gian gần với thời điểm Quốc xã thất bại trong cuộc tấn công Moskva hồi tháng 12 năm 1941, Hitler đã quyết định rằng người Do Thái ở châu Âu phải bị tận diệt ngay lập tức. Những kế hoạch nhằm xóa sổ toàn bộ số dân Do Thái ở châu Âu — khoảng 11 triệu người — được chính thức hóa tại Hội nghị Wansee diễn ra vào ngày 20 tháng 1 năm 1942. Theo đó, một số sẽ phải làm việc cho đến chết, và số còn lại thì sẽ bị giết trong quá trình thực thi kế hoạch Die Endlösung der Judenfrage (Giải pháp cuối cùng cho vấn đề Do Thái). Ban đầu, Quốc xã hành quyết nạn nhân bằng xe hơi ngạt hoặc bằng súng (thi hành bởi các đội xử bắn Einsatzgruppen), nhưng những phương pháp này đã chứng minh chúng không thể đáp ứng được chiến dịch có quy mô lớn như vậy. Đến năm 1941, những trung tâm giết người tại trại tập trung Auschwitz, Sobibor, Treblinka, và những trại tử thần khác của Đức Quốc Xã đã trở thành phương thức chủ đạo thay thế cho Einsatzgruppen. Tổng số người Do Thái bị Đức Quốc Xã giết hại trong chiến tranh ước tính từ 5,5 đến 6 triệu người, trong đó có khoảng hơn một triệu trẻ em. Bên cạnh đó là 12 triệu người bị ép làm lao động khổ sai.
Người dân Đức có thể biết về những điều đã xảy ra thông qua binh sĩ trở về từ các vùng lãnh thổ chiếm đóng. Theo nhà sử học Evans, đa phần người Đức phản đối cuộc diệt chủng. Một số người Ba Lan đã cố gắng giải cứu hoặc che giấu những người Do Thái còn lại, và các thành viên của phong trào bí mật Ba Lan cũng thông báo với chính phủ lưu vong của họ tại Luân Đôn về những điều đã xảy ra.
Bên cạnh diệt chủng người Do Thái, Quốc xã còn dự định làm giảm số dân tại những vùng lãnh thổ chinh phục được xuống 30 triệu người bằng cách bỏ đói các nạn nhân thông qua một kế hoạch được gọi là der Hungerplan. Nguồn lương thực sẽ được chuyển cho quân đội và công dân Đức. Các thành phố sẽ bị san bằng và diện tích đất được dành cho rừng hoặc người gốc Đức tái định cư. Kết hợp lại, hai kế hoạch der Hungerplan và Generalplan Ost sẽ khiến khoảng 80 triệu người dân Liên Xô bị chết đói. Tuy nhiên với việc chúng chỉ hoàn thành được một phần, số thường dân và tù binh chiến tranh bỏ mạng ước tính vào khoảng 19,3 triệu người.

### Đàn áp sắc tộc Ba Lan

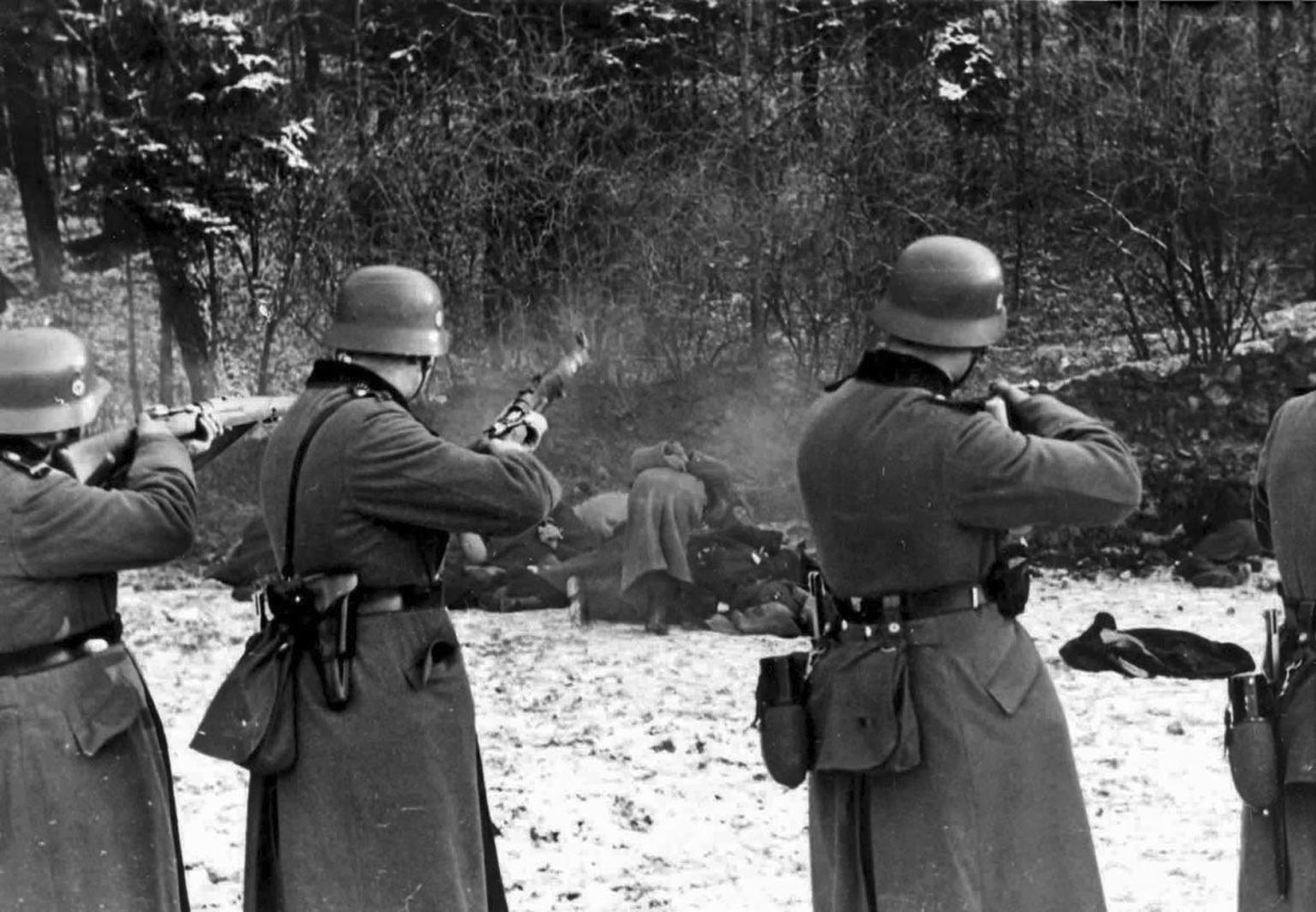
Hành quyết công dân Ba Lan tại Bochnia trong thời kỳ Đức chiếm đóng Ba Lan, 18 tháng 12 năm 1939

Trong giai đoạn Ba Lan bị chiếm đóng; Quốc xã đã sát hại khoảng 2,7 triệu người dân tộc Ba Lan. Dân thường Ba Lan bị buộc phải làm lao động khổ sai trong các ngành công nghiệp của Đức, bị bắt giam, hành quyết, hay trục xuất hàng loạt để dọn đường cho người Đức. Giới chức trách Đức tham gia vào nỗ lực hủy diệt nền văn hóa và bản sắc dân tộc Ba Lan. Rất nhiều giảng viên (giáo sư) đại học và những người thuộc giới trí thức Ba Lan đã bị bắt và xử tử, hoặc chuyển đến các trại tập trung với chiến dịch AB-Aktion. Trong chiến tranh, Ba Lan mất đi 39 đến 45% bác sĩ và nha sĩ, 26 đến 57% luật sư, 15 đến 30% giáo viên, 30 đến 40% nhà khoa học và giảng viên đại học, và 18 đến 28% tăng lữ. Thêm vào đó, 43% số cơ quan nghiên cứu và giáo dục cùng 14% số bảo tàng của quốc gia này cũng đã bị phá hủy.

### Ngược đãi tù binh chiến tranh Liên Xô

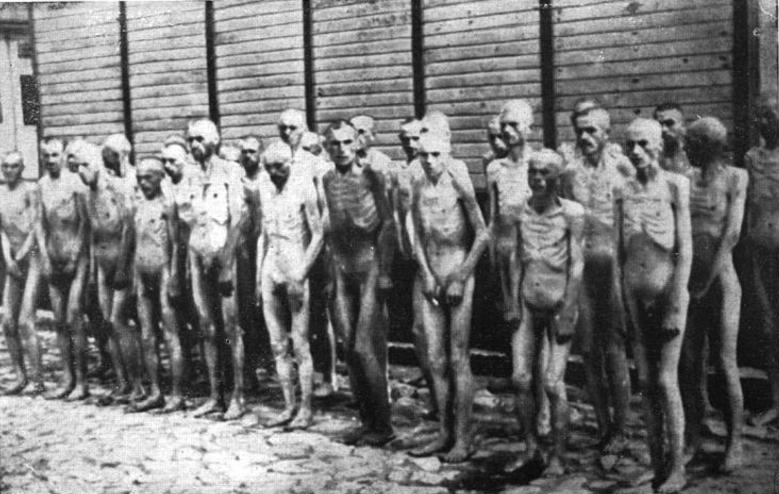
Tù binh chiến tranh Liên Xô trần truồng trong trại tập trung Mauthausen-Gusen

Ước tính trong giai đoạn từ tháng 6 năm 1941 đến tháng 1 năm 1942, Đức Quốc Xã đã sát hại khoảng 2,8 triệu tù binh chiến tranh Liên Xô. Rất nhiều nạn nhân trong số đó chết vì bị bỏ đói trong những bãi giam giữ ngoài trời tại Auschwitz và những nơi khác. Tỉ lệ tù binh thiệt mạng giảm dần khi Quốc xã cần nô lệ để phục vụ cho chiến tranh; đến năm 1943, nửa triệu tù binh đã được sử dụng làm lao động nô lệ. Chiến tranh thế giới thứ hai đã cướp đi của Liên Xô 27 triệu sinh mạng; chưa đến 9 triệu người trong đó chết trên chiến trường.

## Xã hội

### Giáo dục

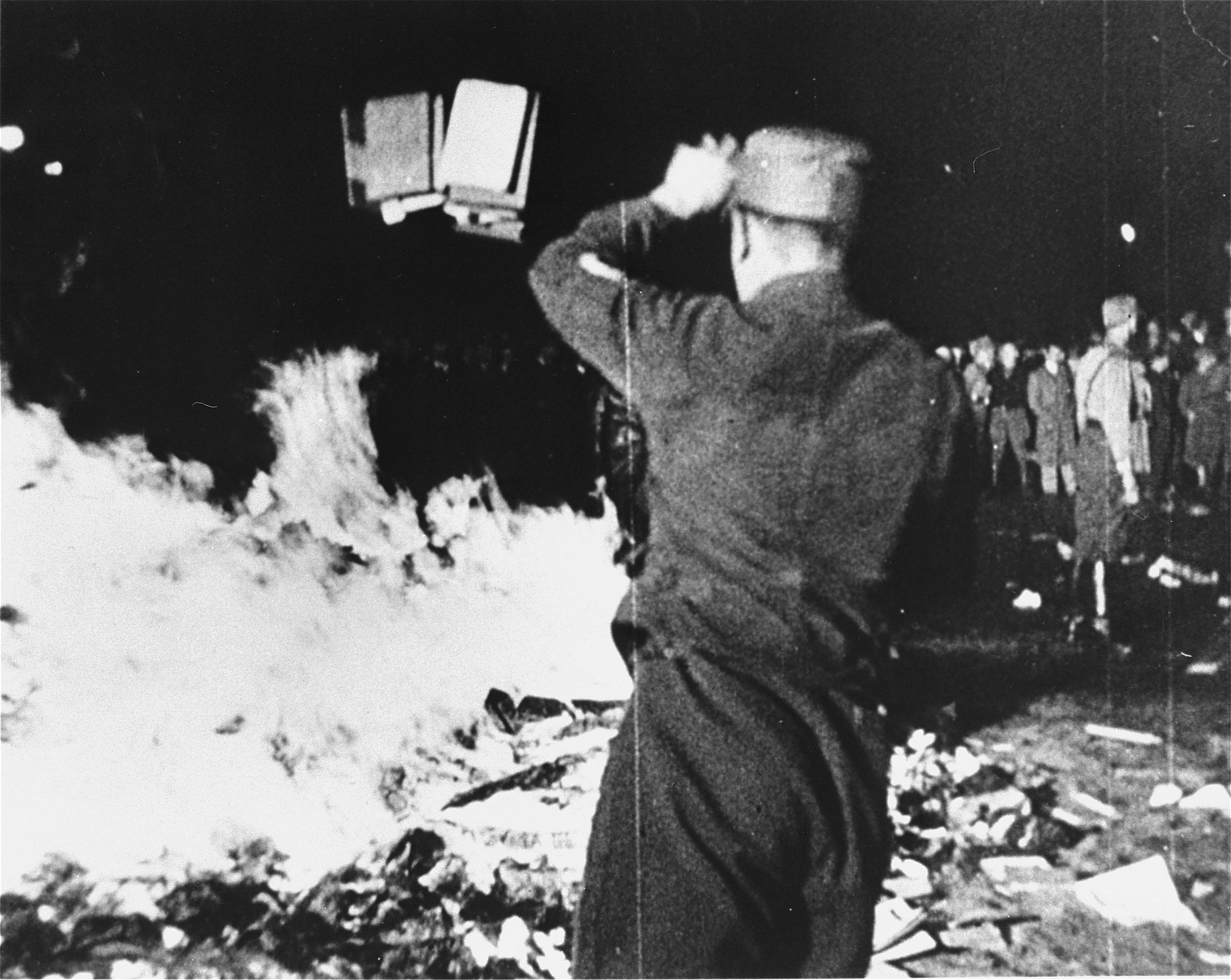
Một đợt đốt sách diễn ra vào ngày 10 tháng 5 năm 1933 tại Berlin. Mục tiêu là những cuốn sách của các tác giả người Do Thái và phe tả.

Đạo luật bài Do Thái thông qua năm 1933 đã khai trừ tất cả giáo viên, giảng viên đại học, công viên chức người Do Thái khỏi hệ thống giáo dục. Quốc xã yêu cầu hầu hết giáo viên phải thuộc về Nationalsozialistischer Lehrerbund (Liên đoàn Giáo viên Quốc gia Xã hội chủ nghĩa), và giảng viên đại học bị yêu cầu phải gia nhập Nationalsozialistischer Deutscher Dozentenbund (Liên đoàn Giảng viên Đức Quốc gia Xã hội chủ nghĩa). Các giáo viên phải thực hiện một lời tuyên thệ trung thành và phục tùng Hitler, và những ai không thể hiện đủ ra là mình luôn tuân theo những lý tưởng của đảng thường sẽ bị học sinh hoặc đồng nghiệp báo cáo lại rồi bị sa thải. Lương thấp do thiếu kinh phí là nguyên nhân khiến nhiều giáo viên bỏ nghề. Số học sinh trung bình tại một lớp học đã tăng từ 37 người trong năm 1927 lên 43 người năm 1938 do tình trạng thiếu giáo viên.
Bộ trưởng Nội vụ Wilhelm Frick, Bộ trưởng Giáo dục Bernhard Rust, và các cơ quan khác, là những đối tượng liên quan tác động đến nội dung của bài học và sách giáo khoa được chấp thuận dùng trong các trường tiểu học và trung học. Những loại sách mà Quốc xã cho là không phù hợp sẽ bị loại bỏ khỏi thư viện. Việc truyền bá, thấm nhuần tư tưởng Quốc xã trở nên bắt buộc từ tháng 1 năm 1934. Những học sinh nào lựa chọn tương lai làm thành viên ưu tú của đảng sẽ được truyền bá tư tưởng từ năm 12 tuổi tại Trường Adolf Hitler (Adolf-Hitler-Schulen) đối với cấp tiểu học và Học viện Giáo dục Chính trị Quốc gia (Nationalpolitische Erziehungsanstalten) với cấp trung học. Việc truyền dạy tư tưởng Quốc xã cho những người sẽ nắm giữ cấp bậc cao trong quân đội trong tương lai được tiến hành tại NS-Ordensburgen (Thành trì Phẩm cấp).

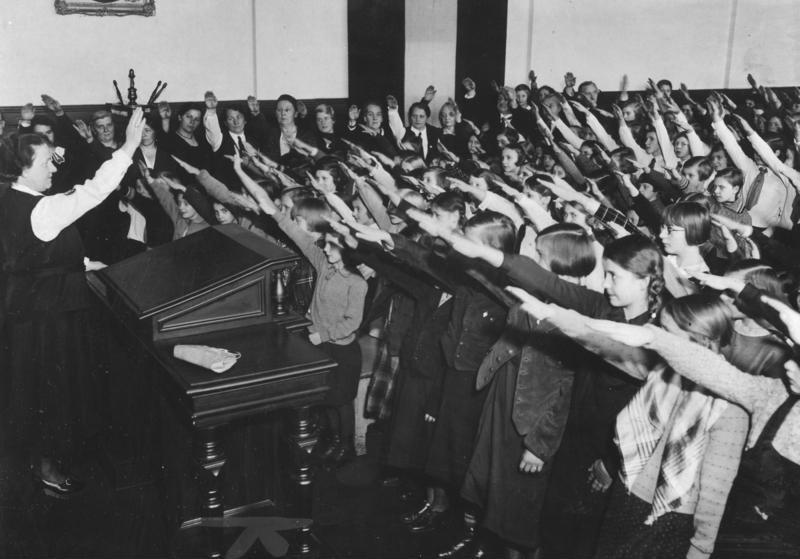
Kiểu chào Quốc xã trong trường học (1934). Trẻ em được truyền bá tư tưởng từ nhỏ.

Giáo dục tiểu học và trung học chú trọng đến sinh học chủng tộc, chính sách dân số, văn hóa, địa lý, và đặc biệt là rèn luyện thể chất. Chương trình học của hầu hết các môn, bao gồm sinh học, địa lý, thậm chí cả số học, đều được sửa lại để tập trung vào chủng tộc. Giáo dục quân sự là phần trung tâm của giáo dục thể chất, và vật lý được định hướng đến những đề tài có ứng dụng trong quân sự, như đạn đạo và khí động học. Học sinh bị yêu cầu phải xem tất cả những phim do bộ phận phụ trách về học đường của Bộ Thông tin Quần chúng và Tuyên truyền chuẩn bị.
Ở bậc đại học, sự bổ nhiệm đến những chức vụ hàng đầu là chủ đề của các cuộc tranh đấu quyền lực giữa Bộ giáo dục, Bộ đại học, và Liên đoàn Sinh viên Đức Quốc gia Xã hội chủ nghĩa. Bất chấp áp lực từ Liên đoàn và các Bộ chính phủ khác nhau, hầu hết giảng viên đại học đều không thay đổi giáo trình hay bài giảng trong thời Quốc xã. Điều này đặc biệt rõ nét tại những trường nằm ở các khu vực mà Công giáo chiếm ưu thế. Đầu vào đại học ở Đức đã giảm từ 104.000 sinh viên năm 1931 xuống 41.000 năm 1939. Tuy nhiên số đầu vào của các trường y khoa tăng mạnh; bởi những bác sĩ người Do Thái đã bị ép phải rời bỏ vị trí, nên sinh viên tốt nghiệp ngành này có triển vọng tìm được việc làm tốt. Bắt đầu từ năm 1934, sinh viên đại học bị yêu cầu phải tham gia những buổi huấn luyện quân sự thường nhật và tốn thời gian do SA thực hiện. Ngoài ra, tân sinh viên còn phải phục vụ sáu tháng trong trại lao động theo yêu cầu của Reichsarbeitsdienst (Ban Lao động Quốc gia), và với sinh viên năm nhất và năm hai quãng thời gian phục vụ là 10 tuần.

### Áp bức giáo hội
Tại thời điểm Quốc xã lên nắm quyền năm 1933, nước Đức có khoảng 65% số dân theo đạo Tin lành. Dưới quá trình Gleichschaltung (chỉnh đốn, đồng bộ hóa, sắp xếp), Hitler nỗ lực tạo ra một Giáo hội Đế chế Quốc gia thống nhất từ 28 giáo hội Tin lành hiện tại, với mục tiêu cuối cùng là xóa bỏ các giáo hội ở Đức. Ludwig Müller, một người thân Quốc xã, được cử làm Giám mục Đế chế; và Kitô hữu Đức, một nhóm lợi ích thân Quốc xã, nắm quyền kiểm soát giáo hội mới. Quốc xã chống lại Cựu Ước vì nó có nguồn gốc Do Thái, và ngăn những người Do Thái cải đạo khỏi giáo hội của họ. Mục sư Martin Niemöller hưởng ứng sự thành lập của Bekennende Kirche (tạm dịch: Giáo hội Xưng tội), từ đó một số giáo sĩ đã chống đối lại chế độ. Vào năm 1935, khi hội nghị Giáo hội Xưng tội phản đối chính sách tôn giáo của Quốc xã, 700 mục sư của giáo hội đã bị bắt giữ. Müller từ chức và Hitler bổ nhiệm Hanns Kerrl làm Bộ trưởng Giáo hội để tiếp tục nỗ lực kiểm soát đạo Tin lành. Năm 1936, một đặc sứ của Giáo hội Xưng tội phản đối Hitler về việc đàn áp tôn giáo và chà đạp nhân quyền, và thêm hàng trăm người nữa đã bị bắt giữ. Dù vậy, giáo hội này vẫn tiếp tục phản kháng, và đến đầu năm 1937 Hitler từ bỏ sự kỳ vọng của mình về một giáo hội thống nhất. Giáo hội Xưng tội bị cấm vào ngày 1 tháng 7 năm 1937. Neimoller bị bắt và giam cầm, lần đầu là tại trại tập trung Sachsenhausen, tiếp đến là ở Dachau. Quốc xã đóng cửa các trường đại học thần học và bắt giữ thêm nhiều nhà thần học và các mục sư.

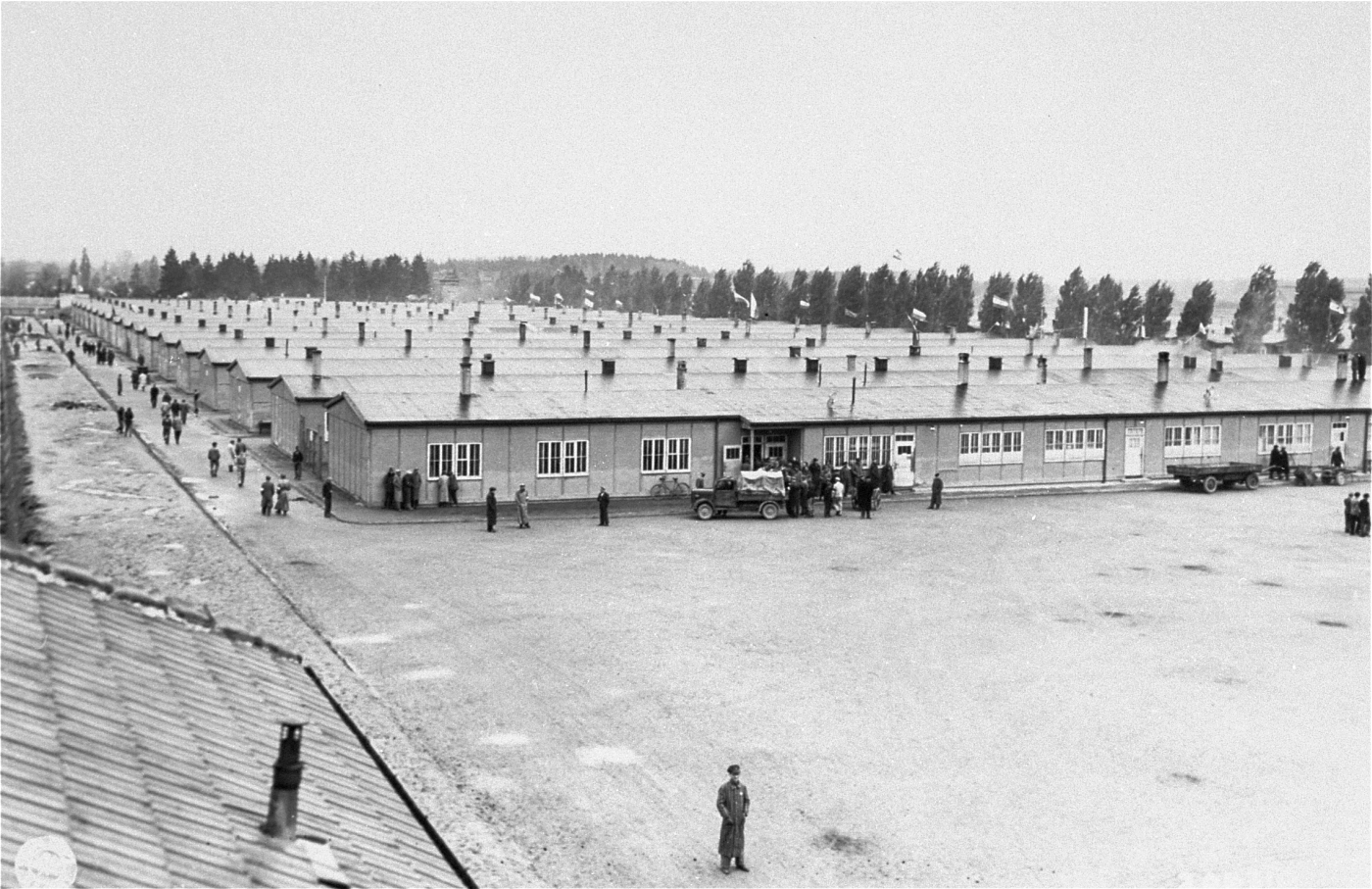
Doanh trại tù nhân tại trại tập trung Dachau. Từ năm 1940 ở đây có thêm một khu dành riêng cho giáo sĩ chống lại chế độ

Giáo hội Công giáo là đối tượng bị áp bức tiếp theo khi Quốc xã lên nắm quyền. Hitler nhanh chóng đi tới xóa bỏ Công giáo Chính trị, vây bắt những công chức có mối liên hệ với Công giáo của Đảng Nhân dân Bavaria và Đảng Công giáo Trung ương. Hai đảng này, cùng với các đảng chính trị phi Quốc xã khác, chấm dứt tồn tại từ tháng 7. Quốc xã đã ký với Tòa thánh Vatican Reichskonkordat (Giáo ước Đế chế) vào năm 1933, trong khi bản thân vẫn đang tiếp tục quấy nhiễu giáo hội tại Đức. Giáo ước này yêu cầu chế độ phải tôn trọng sự tự do của các tổ chức Công giáo và ngăn cấm giáo sĩ tham gia vào hoạt động chính trị. Hitler thường không thèm đếm xỉa đến giáo ước, ông cho đóng cửa tất cả những tổ chức Công giáo không có chức năng tôn giáo nghiêm chỉnh. Giáo sĩ, nữ tu, và những lãnh đạo giáo dân là mục tiêu, với hàng ngàn người bị bắt giữ trong những năm tiếp theo, thường là bị vu về tội buôn lậu ngoại tệ hoặc là phi đạo đức. Một vài lãnh đạo giáo dân tiêu biểu đã là mục tiêu của vụ ám sát Đêm của những con dao dài năm 1934. Hầu hết các đoàn thanh niên Công giáo đều từ chối tự động giải thể và thủ lĩnh của Đoàn Thanh niên Hitler Baldur von Schirach đã khuyến khích đoàn viên của mình tấn công những thanh thiếu niên Công giáo trên đường phố. Các chiến dịch tuyên truyền của Quốc xã cáo buộc giáo hội tham nhũng, hội họp công cộng bị hạn chế, và những ấn phẩm Công giáo phải qua kiểm duyệt. Trường học Công giáo bị yêu cầu bớt giảng dạy về tôn giáo và hình tượng thánh giá bị gỡ bỏ khỏi những tòa nhà quốc gia.
Giáo hoàng Piô VI đã lén gửi thông tri "Mit brennender Sorge" đến Đức cho ngày Chủ nhật thụ hình năm 1937 và nó đã được đọc lên trên mọi tòa giảng. Nội dung thông điệp lên án sự thù địch có hệ thống của chế độ nhằm vào giáo hội. Đáp trả lại, Goebbels tiếp tục đàn áp thẳng tay và tuyên truyền chống lại Công giáo. Đầu vào các trường học của giáo phái giảm mạnh, và đến năm 1939 tất cả những trường này đều bị giải thể hoặc chuyển đổi thành cơ sở công cộng. Một trong những sự phản kháng sau này diễn ra vào ngày 22 tháng 3 năm 1942 khi những giám mục Đức phát đi một bức thư gửi con chiên về "Cuộc đấu tranh chống lại Kitô giáo và Giáo hội". Tỉ lệ linh mục Công giáo bị cảnh sát kỷ luật trong thời Quốc xã là khoảng 30%. Chế độ thiết lập nên một mạng lưới an ninh rộng lớn do thám hoạt động của giáo sĩ, và những linh mục thường xuyên bị tố cáo, bắt giữ, hoặc chuyển đến các trại tập trung – nhiều người bị đưa đến doanh trại dành cho giáo sĩ ở Dachau. Tại vùng lãnh thổ Ba Lan sáp nhập năm 1940, Quốc xã phát động một chiến dịch đàn áp tàn bạo và dỡ bỏ có hệ thống Giáo hội Công giáo.
Alfred Rosenberg, người đứng đầu Văn phòng Đối ngoại của Đảng Quốc xã và phụ trách văn hóa, giáo dục, xem Công giáo thuộc nhóm những kẻ thù hàng đầu của chế độ. Ông dự tính "thủ tiêu những đức tin Cơ đốc ngoại quốc xâm nhập nước Đức", thay thế Kinh Thánh, Thánh Giá bằng Mein Kampf và chữ vạn ở mọi nhà thờ, thánh đường, và nhà nguyện. Các giáo phái Cơ đốc khác cũng bị nhắm đến khi mà vào năm 1941 Chánh Văn phòng Đảng Quốc xã Martin Bormann công khai tuyên bố "Chủ nghĩa quốc gia xã hội và Cơ đốc giáo không thể dung hòa." Shirer viết rằng giới lãnh đạo đảng thù địch Cơ đốc giáo sâu sắc tới mức "dự định tiêu diệt Cơ đốc giáo ở Đức nếu có thể và thay thế bằng ngoại giáo mới của những người quốc xã cực đoan."

Một giáo đường Do Thái giáo còn sót lại trong Đức Quốc Xã treo cờ Quốc Xã, tháng 4 năm 1942, không rõ địa điểm. Những người lính nhảy dù gốc Do Thái được tuyển chọn đang cầu nguyện dưới sự giám sát của cảnh sát.

### Y tế

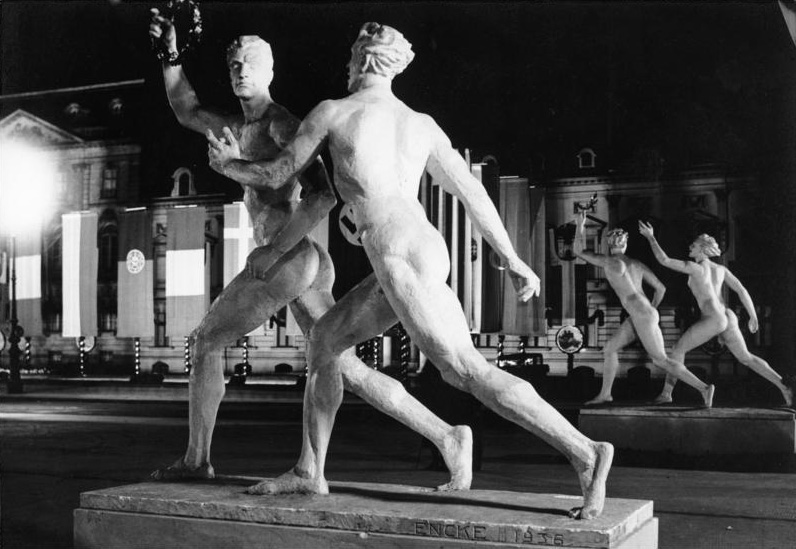
Những bức tượng đại diện cho thân hình lý tưởng được dựng lên trên các con đường ở Berlin vào dịp Thế vận hội mùa hè 1936.

Đức Quốc Xã có phong trào chống thuốc lá mạnh. Nghiên cứu tiên phong của Franz H. Müller năm 1939 đã chứng minh mối quan hệ nhân quả giữa hút thuốc lá và ung thư phổi. Cơ quan Y tế Đế chế đã tiến hành các biện pháp nhằm nỗ lực hạn chế vấn đề này. Hút thuốc bị cấm ở nhiều nơi làm việc, trên tàu hỏa, và giữa các thành viên trong quân đội khi đang làm nhiệm vụ. Các cơ quan chính phủ cũng tiến hành kiểm soát những loại chất gây ung thư khác như a-mi-ăng và thuốc diệt hại. Lọc sạch nguồn nước, loại bỏ chì và thủy ngân ra khỏi những sản phẩm tiêu dùng, và kêu gọi nữ giới thường xuyên đi xét nghiệm ung thư vú là một phần trong chiến dịch y tế công cộng tổng quát được Quốc xã thực hiện.
Kể từ năm 1933, người Do Thái không còn là đối tượng được hưởng các chương trình bảo hiểm chăm sóc sức khỏe do chính phủ điều hành. Cũng trong năm 1933, bác sĩ Do Thái bị cấm không được điều trị cho những bệnh nhân có bảo hiểm của chính phủ. Đến năm 1937 bác sĩ Do Thái chỉ còn được chữa trị cho những bệnh nhân là người Do Thái, và sang năm tiếp theo Quốc xã đã tước đoạt toàn bộ quyền hành nghề y của họ.
Các thí nghiệm y khoa, đa phần không có tính khoa học, bắt đầu được tiến hành trên cơ thể của những tù nhân trong trại tập trung từ năm 1941. SS-Hauptsturmführer (Đại úy SS), bác sĩ Josef Mengele là nhân vật khét tiếng nhất về các thí nghiệm y khoa. Trong quãng thời gian phục vụ tại trại tập trung Auschwitz, đã có rất nhiều nạn nhân là vật thí nghiệm của Mengele chết hoặc bị giết một cách có chủ ý. Tù nhân sẵn có còn được dành cho các công ty dược phẩm mua lại để phục vụ mục đích thử nghiệm thuốc và những thí nghiệm khác.

### Vai trò của phụ nữ và gia đình
Nữ giới là nền tảng trong chính sách xã hội của Đức Quốc Xã. Những người Quốc xã chống lại bình đẳng giới, khẳng định rằng nó là sự sáng tạo của trí tuệ Do Thái, và thay vào đó họ ủng hộ một xã hội phụ quyền, trong đó phụ nữ Đức sẽ nhận thức rằng "thế giới là chồng, là gia đình, là những đứa con, và là ngôi nhà của mình". Không lâu sau khi lên nắm quyền, Quốc xã đã giải tán hoặc sáp nhập các nhóm bình đẳng giới vào với Liên đoàn Phụ nữ Quốc gia Xã hội chủ nghĩa. Tổ chức này kết hợp các hội nhóm trên khắp đất nước để thúc đẩy bổn phận làm mẹ và các hoạt động trong gia đình. Phụ nữ được đề nghị tham gia các khóa học về nuôi con, may vá, nấu ăn. Liên đoàn cho xuất bản NS-Frauen-Warte, tạp chí dành cho phụ nữ duy nhất được đảng Quốc xã phê chuẩn tại Đức. Mặc dù có một vài khía cạnh tuyên truyền, nó chủ yếu vẫn là một tạp chí bình thường cho phụ nữ.
Quốc xã khuyến khích nữ giới rời khỏi lực lượng lao động, đẩy mạnh việc tạo ra những gia đình đông đúc từ người phụ nữ phù hợp về chủng tộc thông qua một chiến dịch tuyên truyền. Người phụ nữ sẽ được tặng một huân chương bằng đồng, biết đến với tên gọi ''Ehrenkreuz der Deutschen Mutter'' (Thập tự Danh dự của Người mẹ Đức), nếu sinh được bốn đứa con, bạc với sáu, và vàng nếu sinh được từ tám đứa con trở lên. Chế độ trao những khoản trợ cấp đến các gia đình đông người để giúp họ mua sắm đồ đạc tiện ích, chi tiêu trong gia đình, và đóng học phí cho con. Dù các biện pháp dẫn tới tỉ lệ sinh tăng, số gia đình có từ bốn con trở lên năm 1940 đã giảm 5% so với năm 1935. Việc khai trừ nữ giới ra khỏi lực lượng lao động để giúp nam giới có thêm việc làm không đạt hiệu quả như dự kiến. Nữ giới là thành phần lao động chủ yếu trong các lĩnh vực như người hầu trong gia đình, dệt may, hoặc trong các ngành công nghiệp đồ uống và thực phẩm — những công việc không phù hợp với nam giới. Triết lý của Quốc xã ngăn cấm thuê một số lượng lớn phụ nữ vào làm việc trong các nhà máy đạn dược ở giai đoạn hình thành nên chiến tranh, bởi vị trí đó dành cho những lao động nước ngoài. Sau khi cuộc chiến bùng phát, lao động nô lệ được sử dụng rộng rãi. Vào tháng 1 năm 1943 Hitler ký một nghị định trong đó yêu cầu tất cả nữ giới tuổi dưới 50 đến trình diện để nhận những nhiệm vụ có tính hỗ trợ cho nỗ lực chiến tranh của Quốc xã. Tiếp đó, nữ giới bị đổ vào làm trong lĩnh vực công và nông nghiệp. Đến tháng 9 năm 1944, đã có 14,9 triệu phụ nữ làm việc trong ngành sản xuất đạn dược.

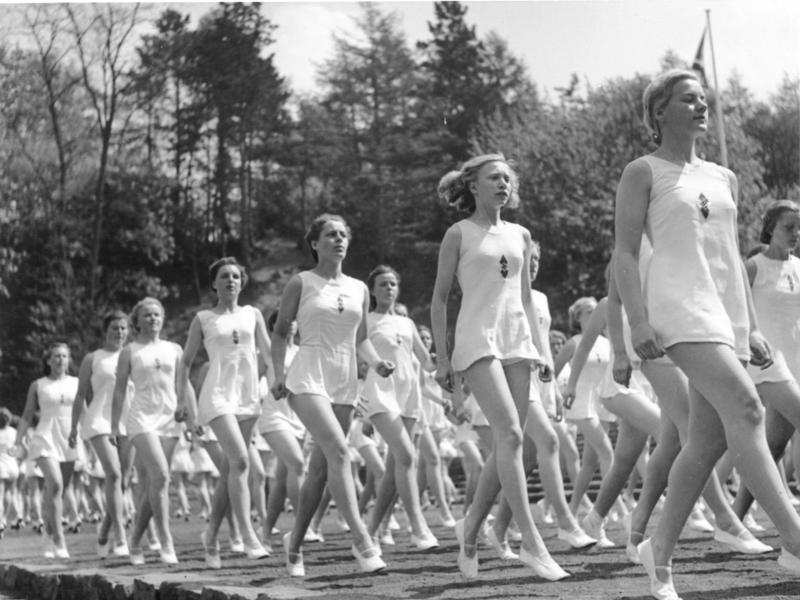
Những cô gái trẻ của Bund Deutscher Mädel (Liên đoàn Thiếu nữ Đức) đang thực hành rèn luyện thân thể, 1941

Chế độ Quốc xã không khuyến khích nữ giới theo đuổi giáo dục bậc cao. Những lãnh đạo Quốc xã giữ quan điểm bảo thủ về phụ nữ và tán thành ý niệm rằng công việc có tính lý thuyết và dựa trên lý trí là không quen thuộc với bản chất của người phụ nữ, vì họ được cho là vốn hành động theo cảm xúc và bản năng – như vậy, theo đuổi học tập và danh vọng sẽ chỉ "làm chệch họ khỏi bổn phận làm mẹ". Một đạo luật thông qua vào tháng 4 năm 1933 đã giới hạn tỉ lệ nữ sinh được phép đăng ký vào đại học ở mức tối đa 10% so với số nam tham dự, điều này khiến đầu vào là nữ ở bậc đại học giảm mạnh. Ở cấp trung học, đầu vào nữ đã giảm từ 437.000 năm 1926 xuống 205.000 năm 1937. Số nữ sinh được tuyển vào các trường sau trung học cũng giảm từ 128.000 năm 1933 xuống 51.000 năm 1938. Tuy nhiên, với việc nam giới phải gia nhập các lực lượng vũ trang trong chiến tranh, đến năm 1944 tỉ lệ nữ sinh đã chiếm phân nửa số đầu vào ở các hệ thống sau trung học.
Quốc xã mong đợi phụ nữ sẽ trở nên mạnh mẽ, khỏe khoắn và năng động. Nữ nông dân cường tráng làm công việc đồng áng và những đứa trẻ sinh ra khỏe mạnh được xem là lý tưởng; và nữ vận động viên điền kinh được ca ngợi vì làn da rám nắng do thường xuyên hoạt động ngoài trời. Các tổ chức được thành lập để truyền bá nguyên tắc, tiêu chuẩn của Quốc xã. Từ ngày 25 tháng 3 năm 1939, tất cả trẻ em, thanh thiếu niên trên 10 tuổi đều buộc phải gia nhập Đoàn Thanh niên Hitler. Bộ phận Jungmädelbund (Liên đoàn Thiếu nữ Trẻ) của đoàn dành cho bé gái tuổi từ 10 đến 14, và Bund Deutscher Mädel (BDM; Liên đoàn Thiếu nữ Đức) dành cho các cô gái tuổi từ 14 đến 18. Chương trình của BDM tập trung vào giáo dục thể chất, với các hoạt động như chạy, nhảy xa, nhào lộn, đi trên dây, diễu hành, và bơi lội.
Chế độ Quốc xã xúc tiến một bộ quy tắc đạo đức liên quan đến vấn đề giới tính và không phản đối những người phụ nữ sinh con ngoài giá thú. Tình trạng quan hệ giới tính phức tạp gia tăng trong chiến tranh, với những binh sĩ chưa kết hôn thường dính líu mật thiết với vài người phụ nữ cùng lúc. Điều tương tự cũng xảy ra với những phụ nữ đã kết hôn có mối liên hệ với binh lính, thường dân, và lao động nô lệ. Tình dục đôi khi được sử dụng như một công cụ để giành được thứ gì đó, ví dụ, việc làm tốt hơn từ lao động phổ thông nước ngoài. Quốc xã ra lệnh phụ nữ Đức phải tránh những mối quan hệ thể xác với lao động nước ngoài, điều này được xem là vấn nạn nguy hiểm đối với dòng dõi Đức.
Với sự chấp thuận của Hitler, Himmler mong đợi xã hội mới của chế độ Quốc xã sẽ không có cái nhìn kỳ thị với những trường hợp sinh ra bất hợp pháp, đặc biệt là những đứa trẻ có cha mẹ là thành viên SS, đối tượng đã được thẩm tra kỹ lưỡng về sự thuần khiết chủng tộc. Himmler kỳ vọng mỗi thành viên SS sẽ có từ bốn đến sáu đứa con. Hiệp hội Lebensborn (Nguồn Sống) được Himmler thành lập năm 1935 đã xây dựng nên một loạt nhà hộ sinh, địa điểm mà những bà mẹ đơn thân có thể nhận sự trợ giúp trong quá trình mang thai. Trước khi được chấp nhận, cả hai cha mẹ đều phải trải qua một cuộc kiểm tra tính phù hợp của chủng tộc. Những đứa trẻ sinh ra thường sẽ thuộc về gia đình SS. Các căn nhà này cũng dành cho vợ của đảng viên Quốc xã và thành viên SS, thành phần đã nhanh chóng chiếm lĩnh hơn nửa số vị trí sẵn có.
Chế độ Quốc xã thực thi nghiêm khắc các đạo luật ngăn cấm phá thai, ngoại trừ những lý do về mặt y khoa. Số trường hợp phá thai đã giảm từ 35.000 ca/năm trong giai đoạn đầu thập niên 1930 xuống 2.000 ca/năm trong cuối thập niên. Vào năm 1935 một đạo luật thông qua đã cho phép nạo phá phai đối với những trường hợp có lý do liên quan đến thuyết ưu sinh.

### Môi trường

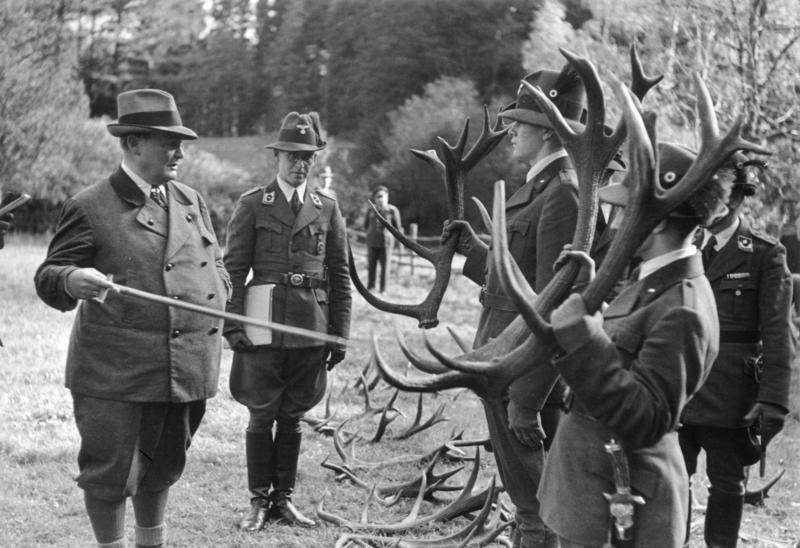
Hermann Göring, một người đam mê săn bắn.

Xã hội Quốc xã có những thành phần hỗ trợ quyền lợi động vật, ở đó có nhiều người yêu thích vườn thú và các loài hoang dã. Chính quyền đã tiến hành một số biện pháp để bảo vệ môi trường và động vật. Vào năm 1933, những người Quốc xã ban hành một đạo luật bảo vệ động vật khắt khe, nó có tác động đến việc phân loại những loài được phép nghiên cứu y tế. Tuy nhiên luật này chỉ được thực thi một cách lỏng lẻo. Bất chấp lệnh cấm giải phẫu động vật sống, Bộ Nội vụ vẫn sẵn sàng trao giấy phép cho những thí nghiệm trên động vật.
Bộ Lâm nghiệp Đế chế do Göring đứng đầu thi hành những quy tắc trong đó yêu cầu cán bộ lâm nghiệp trồng nhiều loại cây để bảo đảm môi trường sống phù hợp cho động vật hoang dã. Chế độ ban hành Luật Bảo vệ Thiên nhiên Đế chế vào năm 1935 nhằm bảo vệ cảnh quan thiên nhiên trước sự phát triển quá mức của nền kinh tế. Luật này cho phép sung công đất thuộc sở hữu tư để tạo ra những khu bảo tồn thiên nhiên và hỗ trợ cho việc lập các kế hoạch dài hạn. Chính quyền thực thi những nỗ lực một cách hời hợt để hạn chế tình trạng ô nhiễm không khí, và việc thi hành các đạo luật trở nên ít có tính bắt buộc khi chiến tranh nổ ra.

### Phản kháng chế độ

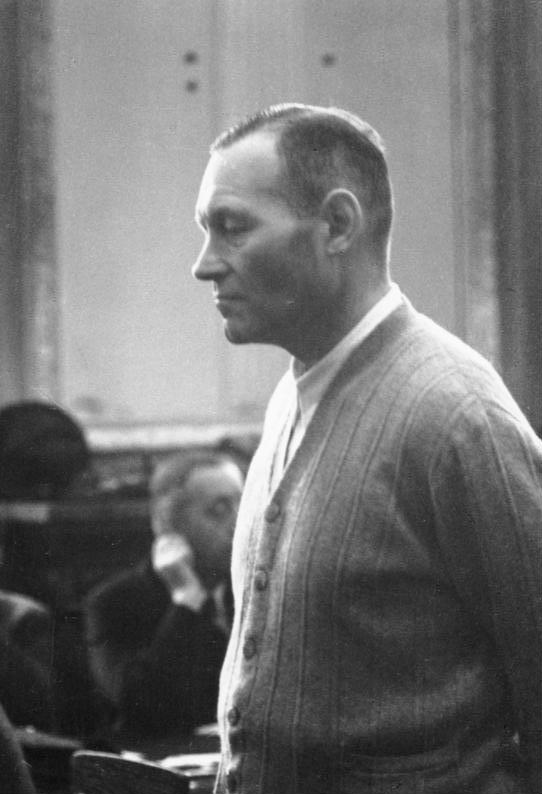
Tướng Erich Hoepner tại Volksgerichtshof (Tòa án Nhân dân) vào năm 1944

Mặc dù không tồn tại phong trào kháng chiến thống nhất đối địch chế độ quốc xã nhưng đã có những hành động thách thức như phá hoại, làm việc trì trệ, cùng nỗ lực lật đổ chính quyền hoặc ám sát Hitler. Hai đảng bị cấm là Cộng sản và Dân chủ Xã hội đã sáng lập những mạng lưới kháng chiến trong giữa thập niên 1930. Họ ít khi làm được gì khá hơn là kích động bất ổn và khơi mào những cuộc đình công ngắn ngủi sớm bị dập tắt. Carl Friedrich Goerdeler là người ban đầu ủng hộ Hitler nhưng đã thay đổi suy nghĩ vào năm 1936 và sau này tham gia vào âm mưu 20 tháng 7. Nhóm gián điệp Dàn nhạc Đỏ cung cấp cho Đồng minh thông tin về tội ác chiến tranh của quốc xã, hỗ trợ những đường dây đào tẩu khỏi nước Đức, và phân phát tời rơi. Gestapo đã phát hiện ra ổ nhóm này, kết cục là hơn 50 thành viên bị xét xử và hành hình vào năm 1942. Cuối năm đó các nhóm kháng chiến Cộng sản và Dân chủ Xã hội khôi phục hoạt động nhưng chẳng thể làm gì hơn ngoài việc phân phát tờ rơi. Hai phe quan sát thấy họ là những đảng đối địch tiềm năng ở nước Đức thời hậu chiến và phần lớn thời gian không cùng nhau phối hợp hành động. Vào năm 1942–43 có đội kháng chiến Hoa hồng Trắng hoạt động tích cực song không ít thành viên đã bị bắt hoặc xử tử, lần bắt giữ cuối cùng diễn ra vào năm 1944. Một nhóm khác là Kreisauer Krei có một vài mối liên hệ với những quân nhân âm mưu nhưng cũng không có kết cục tốt đẹp sau vụ âm mưu 20 tháng 7 thất bại.
Trong khi những nỗ lực của người dân có tác động đến dư luận thì quân đội là tổ chức duy nhất có đủ khả năng lật đổ chính quyền. Vào năm 1938 các tướng lĩnh cấp cao trong quân đội đã nung nấu một kế hoạch lớn. Họ tin rằng ý đồ xâm lược Tiệp Khắc của Hitler sẽ dẫn đến việc Anh tuyên chiến và Đức sẽ thua. Kế hoạch là lật đổ hoặc có thể là ám sát Hitler. Ludwig Beck, Walther von Brauchitsch, Franz Halder, Wilhelm Canaris, Erwin von Witzleben tham gia vào một âm mưu do Hans Oster và Helmuth Groscurth bày ra. Cuộc đảo chính đã lên kế hoạch bị hoãn sau sự kiện ký kết Hiệp ước Munich vào tháng 9 năm 1938. Nhiều người trong số này tiếp tục dính dáng đến một âm mưu đảo chính khác dự kiến tiến hành trong năm 1940 nhưng một lần nữa họ thay đổi ý định và chùn bước, một phần vì thanh thế lên cao của chế độ sau những thắng lợi vẻ vang ban đầu. Đến năm 1943 ý đồ ám sát Hitler quay trở lại khi Henning von Tresckow nhập hội với Oster bày mưu đánh bom máy bay của Hitler. Từ đó đến vụ việc ngày 20 tháng 7 năm 1944 có thêm một vài nỗ lực không đáng kể khác. Viễn cảnh bại trận đang ngày một rõ ít nhất là một phần động cơ của vụ âm mưu 20 tháng 7 thất bại. Âm mưu này nằm trong Điệp vụ Valkyrie với kịch bản là Claus von Stauffenberg đặt một quả bom trong phòng hội thảo tại Hang Sói ở Rastenburg. Sau khi thoát chết trong gang tấc, Hitler đã ra lệnh trả thù tàn khốc và hậu quả là hơn 4.900 người bị hành quyết.

## Văn hóa
Richard J. Evans, The Coming of the Third Reich (2003)
Chế độ xúc tiến quan niệm Volksgemeinschaft, một cộng đồng sắc tộc Đức quy mô toàn quốc. Mục tiêu là xây dựng một xã hội phi giai cấp có nền tảng sự thuần khiết chủng tộc và tư tưởng sẵn sàng cho chiến tranh, chinh phạt và một cuộc đấu chống chủ nghĩa Marx. Vào năm 1933 Mặt trận Lao động Đức thành lập tổ chức Kraft durch Freude (KdF, Sức mạnh đến từ Niềm vui). Bên cạnh tiếp quản hàng chục ngàn hội nhóm giải trí tư nhân, KdF còn tổ chức những hoạt động giải trí và kỳ nghỉ đông người như đi chơi biển, điểm đến du lịch, và những buổi hòa nhạc.
Reichskulturkammer (Phòng Văn hóa Đế chế) được thành lập vào tháng 9 năm 1933 trực thuộc Bộ Tuyên truyền. Các phòng ban phụ được tạo ra để kiểm soát những khía cạnh của đời sống văn hóa như phim ảnh, phát thanh, báo chí, mỹ thuật, âm nhạc, sân khấu và văn học. Cá nhân hoạt động trong mỗi lĩnh vực bị yêu cầu gia nhập tổ chức tương ứng. Người Do Thái và người có quan điểm chính trị không đáng tin không được làm nghệ thuật và nhiều người đã di cư. Sách và bản thảo phải qua khâu xét duyệt của Bộ Tuyên truyền trước khi xuất bản. Tiêu chuẩn xuống cấp do chế độ chỉ có ý lợi dụng những sản phẩm văn hóa làm phương tiện tuyên truyền.
Truyền thanh trở nên phổ biến ở Đức trong thập niên 30 và đến năm 1939 có tới hơn 70 phần trăm hộ gia đình sở hữu một chiếc máy thu, nhiều hơn mọi quốc gia khác. Tháng 7 năm 1933 quốc xã khai trừ người phái tả và đối tượng không mong muốn khác ra khỏi đội ngũ nhân viên trạm phát thanh. Tuyên truyền và diễn văn là nội dung được phát điển hình ngay sau khi quốc xã lên cầm quyền nhưng thời gian trôi qua Goebbels nhấn mạnh cho âm nhạc xuất hiện nhiều hơn để thính giả không chuyển sang những đài giải trí nước ngoài.

### Kiểm duyệt

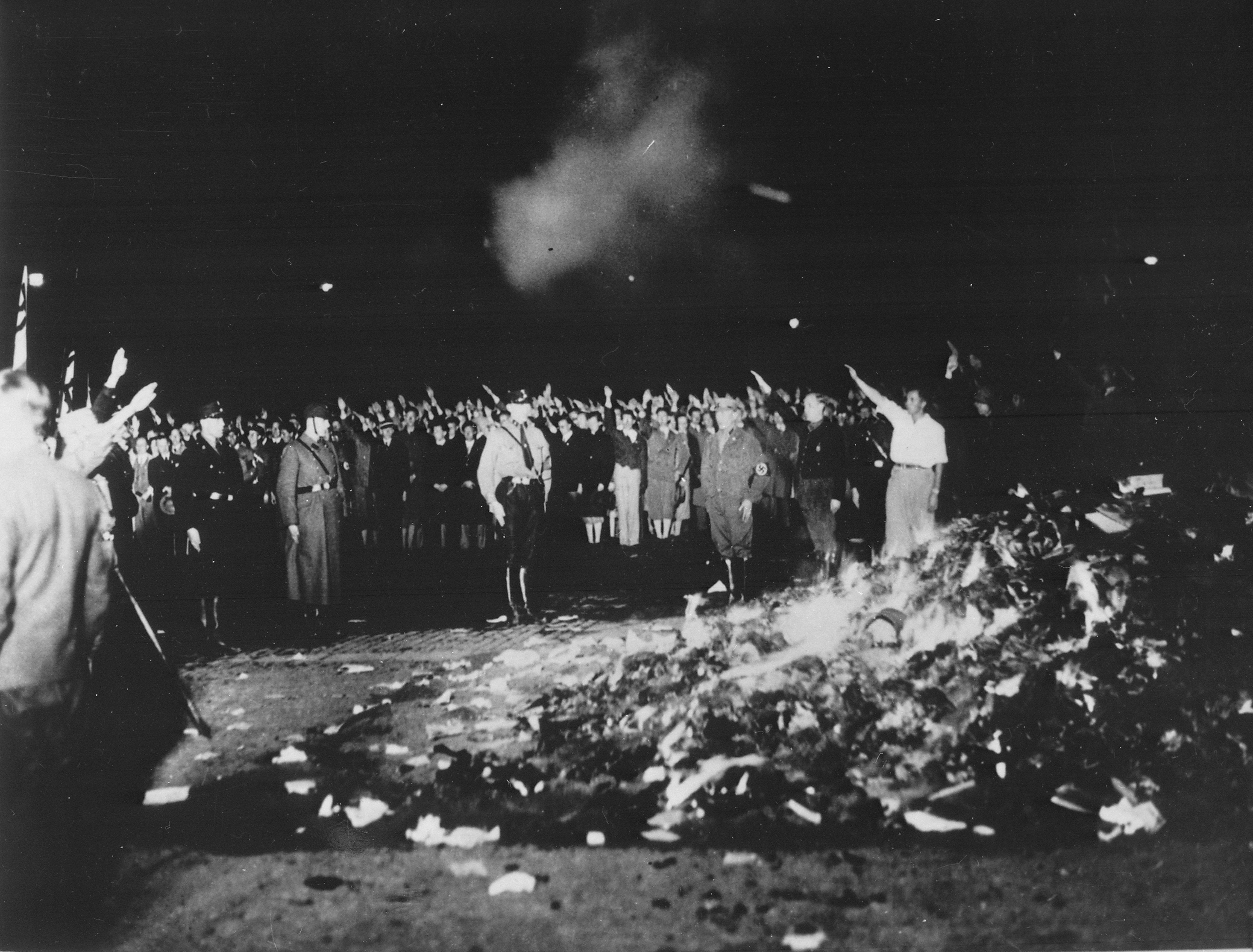
Một buổi đốt sách vào ngày 10 tháng 5 năm 1933 ở Berlin, mục tiêu là sách của các tác giả Do Thái và tả khuynh

Nhà nước quản lý báo chí tương tự như những phương tiện truyền thông khác. Phòng Báo chí đóng cửa hoặc mua lại những tờ báo và nhà xuất bản. Đến năm 1939 Bộ Tuyên truyền đã trực tiếp sở hữu hơn hai phần ba số báo và tạp chí. Alfred Rosenberg, tác giả cuốn Thần thoại Thế kỷ Hai Mươi tán dương sự ưu việt của người Bắc Âu, đảm nhiệm vai trò chủ biên tờ nhật báo Völkischer Beobachter (Quan sát viên Sắc tộc) của Đảng Quốc xã. Goebbels kiểm soát dịch vụ điện tín và một mực yêu cầu tất cả tờ báo ở Đức chỉ cho đăng nội dung có lợi cho chế độ. Bộ Tuyên truyền của Goebbels phát đi hàng chục chỉ thị mỗi tuần liên quan đến những gì nên hay không nên đăng tải. Những tờ báo nổi bật tuân thủ chỉ thị một cách chặt chẽ, nhất là với những nội dung không nên đăng. Lượng độc giả báo chí giảm mạnh một phần bởi chất lượng nội dung giảm sút và truyền thanh đang ngày một phổ biến. Càng về cuối cuộc chiến công tác tuyên truyền càng kém hiệu quả do người dân đã có thể tiếp cận thông tin từ những luồng không chính thống.
Các tác giả viết sách lũ lượt rời bỏ đất nước và một số người đã viết tài liệu phê phán chế độ trong thời gian lưu vong. Goebbels khuyến nghị số tác giả còn lại tập trung vào chủ đề thần thoại Đức cùng quan niệm máu và đất. Đến hết năm 1933 chế độ đã cấm lưu truyền hơn một ngàn cuốn sách mà hầu hết là của tác giả Do Thái hoặc mô tả những nhân vật Do Thái. Những hoạt động đốt sách diễn ra, tiêu biểu là trong đêm ngày 10 tháng 5 năm 1933. Hàng chục ngàn cuốn sách của nhiều nhân vật như Albert Einstein, Sigmund Freud, Helen Keller, Alfred Kerr, Marcel Proust, Erich Maria Remarque, Upton Sinclair, Jakob Wassermann, H. G. Wells, Émile Zola bị đốt công khai. Văn chương hướng đến chủ nghĩa hòa bình, theo đuổi những giá trị tự do, dân chủ, ủng hộ Cộng hòa Weimar, hay có tác giả là người Do Thái đều bị thiêu hủy.

### Kiến trúc và nghệ thuật

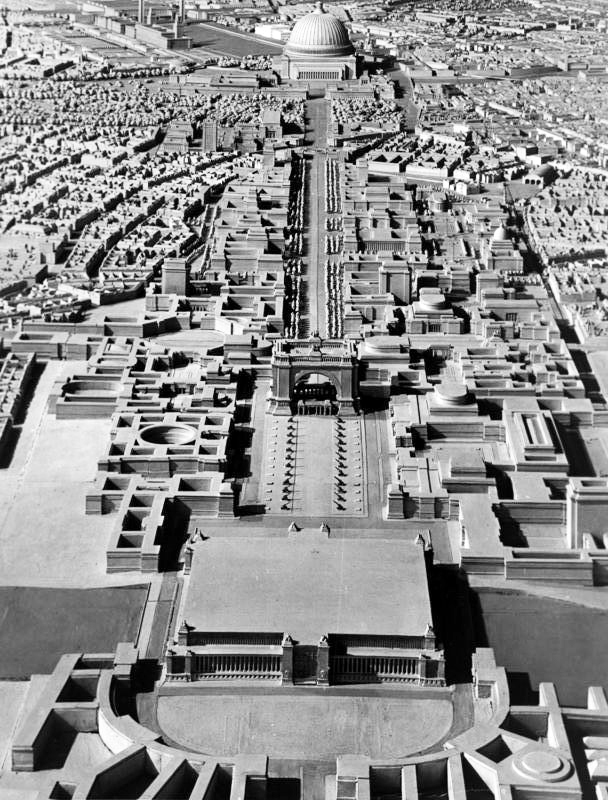
Volkshalle (Hội trường Nhân dân) và một khải hoàn môn được dự tính xây dựng tại hai đầu một đại lộ rộng lớn.

Hitler quan tâm đến kiến trúc và hợp tác chặt chẽ với hai kiến trúc sư Paul Troost và Albert Speer để xây nên những tòa nhà công cộng mang phong cách tân cổ điển dựa trên kiến trúc La Mã. Speer đã tạo ra những công trình hùng vĩ như khuôn viên đại hội Đảng Quốc xã ở Nuremberg và tòa nhà Phủ Thủ tướng mới ở Berlin. Trong kế hoạch tái cấu trúc Berlin của Hitler có bao gồm một mái vòm khổng lồ lấy ý tưởng Pantheon ở Roma và một khải hoàn môn cao hơn gấp đôi Arc de Triomphe ở Paris. Trên thực tế chưa có công trình nào được xây dựng.
Hitler tin rằng nghệ thuật trừu tượng, phong trào Dada, chủ nghĩa biểu hiện và nghệ thuật hiện đại là suy đồi và điều này trở thành nền tảng cho chính sách. Nhiều giám đốc bảo tàng nghệ thuật bị cách chức vào năm 1933 và thay thế bằng đảng viên quốc xã. Chính quyền dỡ bỏ khoảng 6.500 tác phẩm nghệ thuật hiện đại khỏi các bảo tàng và thay bằng những tác phẩm đã qua chọn lọc. Triển lãm trưng bày tác phẩm bị loại bỏ mang những tên kiểu như "Sự suy đồi trong Nghệ thuật" được tổ chức ở mười sáu thành phố khác nhau tính đến năm 1935. Goebbels cũng tổ chức Triển lãm Nghệ thuật Suy đồi ở Munich từ tháng 7 đến tháng 11 năm 1937 và xem ra rất thành công khi thu hút tới hơn hai triệu lượt khách.
Nhà soạn nhạc Richard Strauss được bổ nhiệm làm chủ tịch Reichsmusikkammer (Phòng Âm nhạc Đế chế) thành lập vào tháng 11 năm 1933. Tương tự những hình thức nghệ thuật khác, quốc xã loại ra những nhạc sĩ có dòng dõi không thể chấp nhận và nhìn chung không tán thành âm nhạc quá hiện đại hay vô điệu. Jazz được xem là dòng nhạc đặc biệt không phù hợp và những nhạc sĩ jazz nước ngoài đã rời bỏ đất nước hoặc bị trục xuất. Hitler thích nhạc của Richard Wagner, nhất là những bản nhạc dựa trên thần thoại Đức hay câu chuyện anh hùng. Ông tham dự Liên hoan Bayreuth hàng năm từ 1933 đến 1942.
Hitler có mối quan tâm đến kiến trúc, ông làm việc gần gũi với hai kiến trúc sư Paul Troost và Albert Speer để tạo ra những tòa nhà công cộng mang phong cách tân cổ điển dựa theo kiến trúc La Mã. Speer đã dựng lên các công trình hoành tráng như Khuôn viên đại hội đảng Quốc xã tại Nuremberg và Phủ Thủ tướng Đế chế mới ở Berlin. Trong kế hoạch tái xây dựng Berlin của Hitler có bao gồm một tòa mái vòm khổng lồ dựa theo mái vòm ở Đền Pantheon tại Rome và một khải hoàn môn cao hơn gấp đôi Arc de Triomphe ở Paris. Cả hai công trình này đều chưa từng được xây dựng.

### Điện ảnh

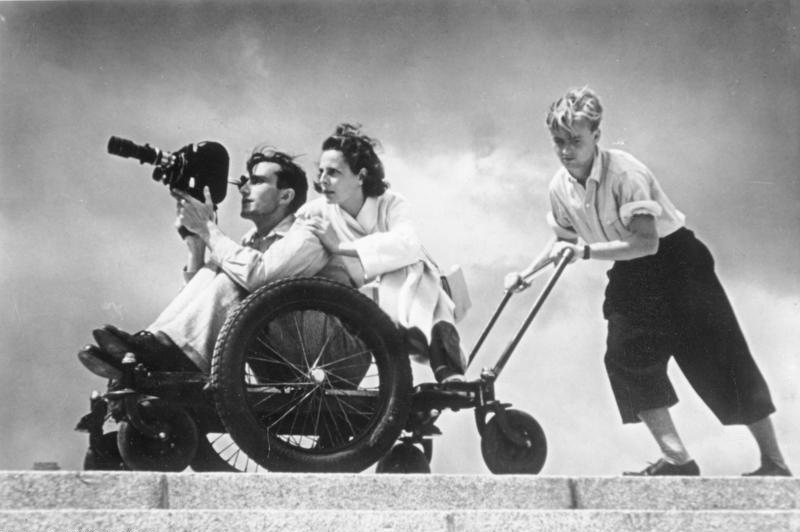
Leni Riefenstahl (giữa) tại Thế vận hội Mùa hè 1936

Phim ảnh phổ biến ở Đức trong thập niên 1930 và 1940. Cho đến năm 1934, những quy định hạn chế xuất khẩu tiền tệ đã khiến các nhà làm phim Hoa Kỳ không thể thu hồi lợi nhuận về nước, vậy nên các hãng phim lớn đã đóng cửa chi nhánh của họ ở Đức. Ít có phim nào của Đức được xuất ra nước ngoài bởi không có nước nào chấp nhận nội dung bài Do Thái. Bộ Tuyên truyền mua lại hai hãng phim lớn nhất là UFA và Wien-Film. Đến năm 1939 đa số phim của Đức là do hai hãng này sản xuất. Sản phẩm không phải luôn luôn chứa đựng yếu tố tuyên truyền công khai nhưng nhìn chung có kèm ẩn ý chính trị. Chủ đề và nội dung theo đúng chỉ dẫn của đảng còn kịch bản thì luôn được kiểm duyệt trước.
Hai phim của Leni Riefenstahl là Triumph des Willens (1935) ghi lại Đại hội Nuremberg 1934 và Olympia (1938) mô tả Thế vận hội Mùa hè 1936 đã tiên phong ứng dụng kỹ thuật chỉnh sửa và cử động máy quay, ảnh hưởng đến những phim sau này. Công nghệ mới như ống kính tele và gắn camera trên đường ray được áp dụng. Cả hai phim vẫn gây tranh cãi vì hình ảnh xuất sắc của chúng không thể tách biệt với nội dung tuyên truyền lý tưởng quốc xã.

## Di sản

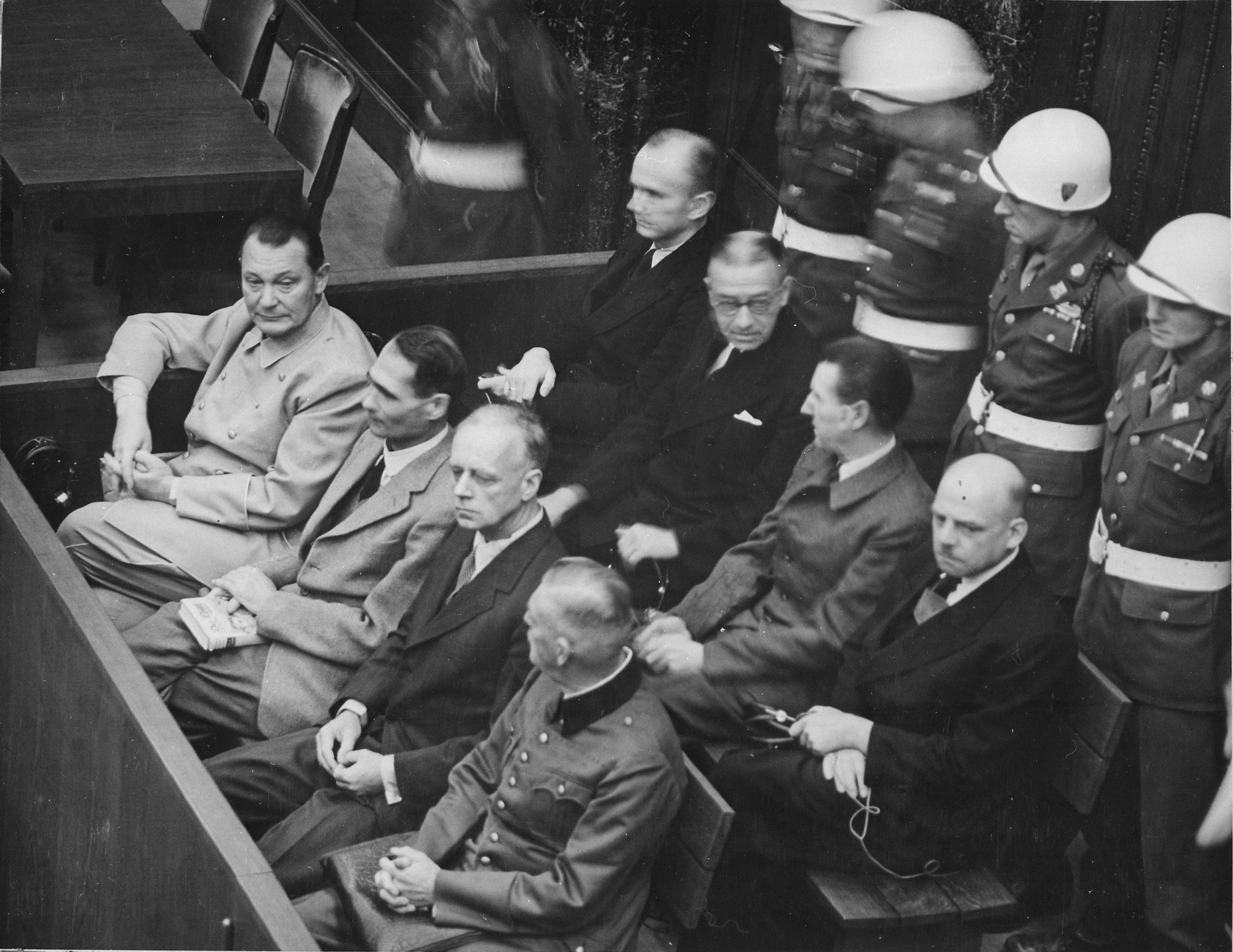
Các bị cáo tại tòa án Nuremberg

Phe Đồng Minh chiến thắng đã tổ chức các phiên tòa xét xử tội ác chiến tranh, khởi đầu là Nuremberg diễn ra từ tháng 11 năm 1945 đến tháng 10 năm 1946 xét xử 23 thủ lĩnh Quốc xã hàng đầu. Họ bị cáo buộc bốn tội danh: âm mưu tiến hành tội ác, tội ác chống lại hòa bình, tội ác chiến tranh, và tội ác chống lại loài người, trong sự vi phạm luật pháp quốc tế chủ đạo về chiến tranh. Kết quả 12 bị cáo bị kết án tử hình, bảy người nhận án tù (từ 10 năm đến chung thân), ba trắng án, và hai không bị buộc tội. Phe Đồng Minh đã cấm đảng Quốc xã và các tổ chức liên quan. Việc trưng bày hay sử dụng những biểu tượng Quốc xã như cờ, chữ Vạn, hay kiểu chào, là bất hợp pháp tại Đức và Áo.
Ý thức hệ Quốc xã và những điều mà chế độ từng làm, hầu như tất cả mọi người đều cho rằng chúng là cực kỳ vô nhân đạo. Hitler, chủ nghĩa Quốc xã, và cuộc diệt chủng Holocaust trở thành những biểu tượng của quỷ dữ trong thế giới hiện đại. Thời gian trôi qua, đề tài Đức Quốc Xã vẫn tiếp tục thu hút mối quan tâm đối với truyền thông đại chúng và giới học thuật. Nhà sử học Richard J. Evans bình luận đó là thời đại "lôi cuốn gần như toàn bộ vì những quan điểm phân biệt chủng tộc và tàn sát của nó như một lời cảnh tỉnh đến toàn thể nhân loại."
Thời đại Quốc xã vẫn tiếp tục gửi thông điệp đến cho người dân Đức về việc họ nhìn nhận bản thân và đất nước của họ như thế nào. Hầu hết mọi gia đình đều chịu tổn thất trong chiến tranh và có một câu chuyện để kể. Trong nhiều năm, người Đức giữ im lặng về những trải nghiệm và cảm thấy tội lỗi, thậm chí cả khi họ không trực tiếp tham gia vào những tội ác. Sau khi đề tài về Đức Quốc Xã được giới thiệu trong chương trình giảng dạy từ thập niên 1970, mọi người bắt đầu nghiên cứu trải nghiệm của các thành viên trong gia đình họ. Việc nghiên cứu về thời đại Quốc xã và việc sẵn sàng xem xét phê phán những lỗi lầm của nó đã dẫn tới sự phát triển của một nền dân chủ mạnh ở Đức ngày nay, nhưng đâu đó bên cạnh vẫn là tư tưởng bài Do Thái và tân Quốc xã ngầm còn sót lại.